# Профіль людини
Про́філь (фр. profil, від лат. fīlum — «нитка») — розташування голови або (рідше) фігури півоберта до глядача, таким чином, що видно лише одну половину, яка перебуває по один бік від осі симетрії людського тіла.
Оскільки при такому розташуванні губляться специфічні деталі, але залишається загальне враження — його часто використовують з меморіальною метою на монетах, гербах, тощо.
Як синонім слова «профіль» використовують слово «силует», проте це не завжди справедливо, оскільки силует може зображати людину в абсолютно будь-якому ракурсному розвороті.

## Використання
Зображення людини строго фронтально (у фас і профіль) є ракурсами, які мінімально спотворюють її зовнішність, тому саме з таких точок зйомки під прямим кутом здавна виконують знімки для слідчих справ (mug shot) разом зі зняттям відбитків пальців — цю систему запропонував Бертильон (бертильонаж).
Скульптори застосовують аналогічні парні знімки під час підготовчих робіт до створення портретних зображень.
Вчені використовують монети з профільними зображеннями для ідентифікації безіменних портретних бюстів, наприклад, давньоримських.

## Види профілів
Буває лівий профіль і  правий профіль — в залежності від напрямку розвороту особи. У фотографії для зручності прийняті такі позначення кута повороту моделі — крім стандарного профілю є профіль людини яка приходить (кінчик носа виходить за обриси щоки, при цьому ніс закриває очі) і профіль людини яка відходить.
В українській мові вживають в декількох усталених словосполученнях.

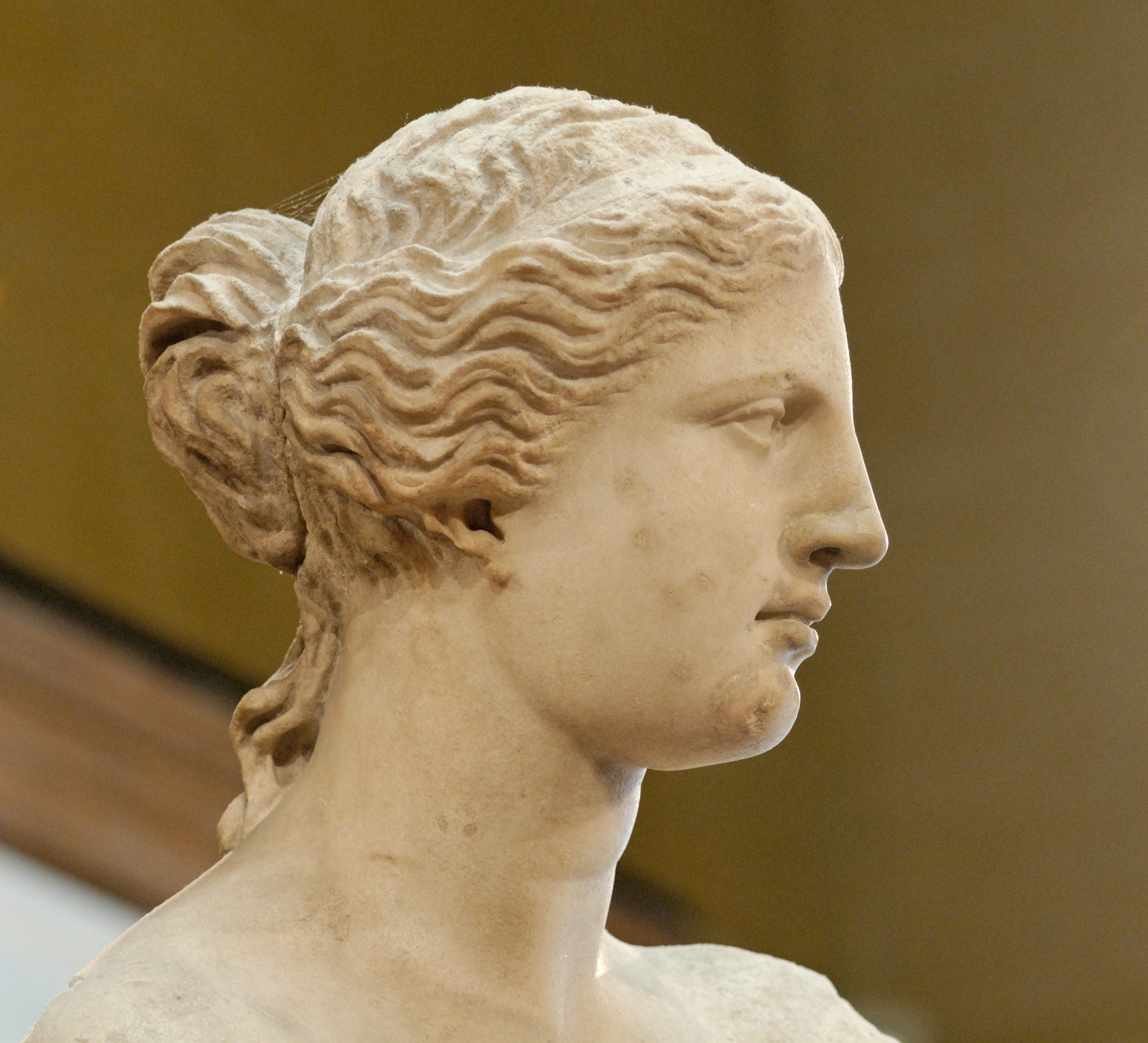
Грецький профіль (класичний, античний)  — єдина лінія лоба і носа
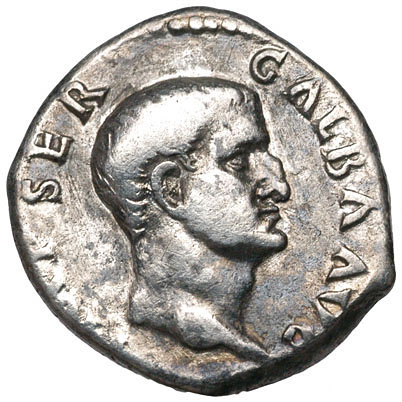
Римський профіль (орлиний)  — з гачкуватим носом
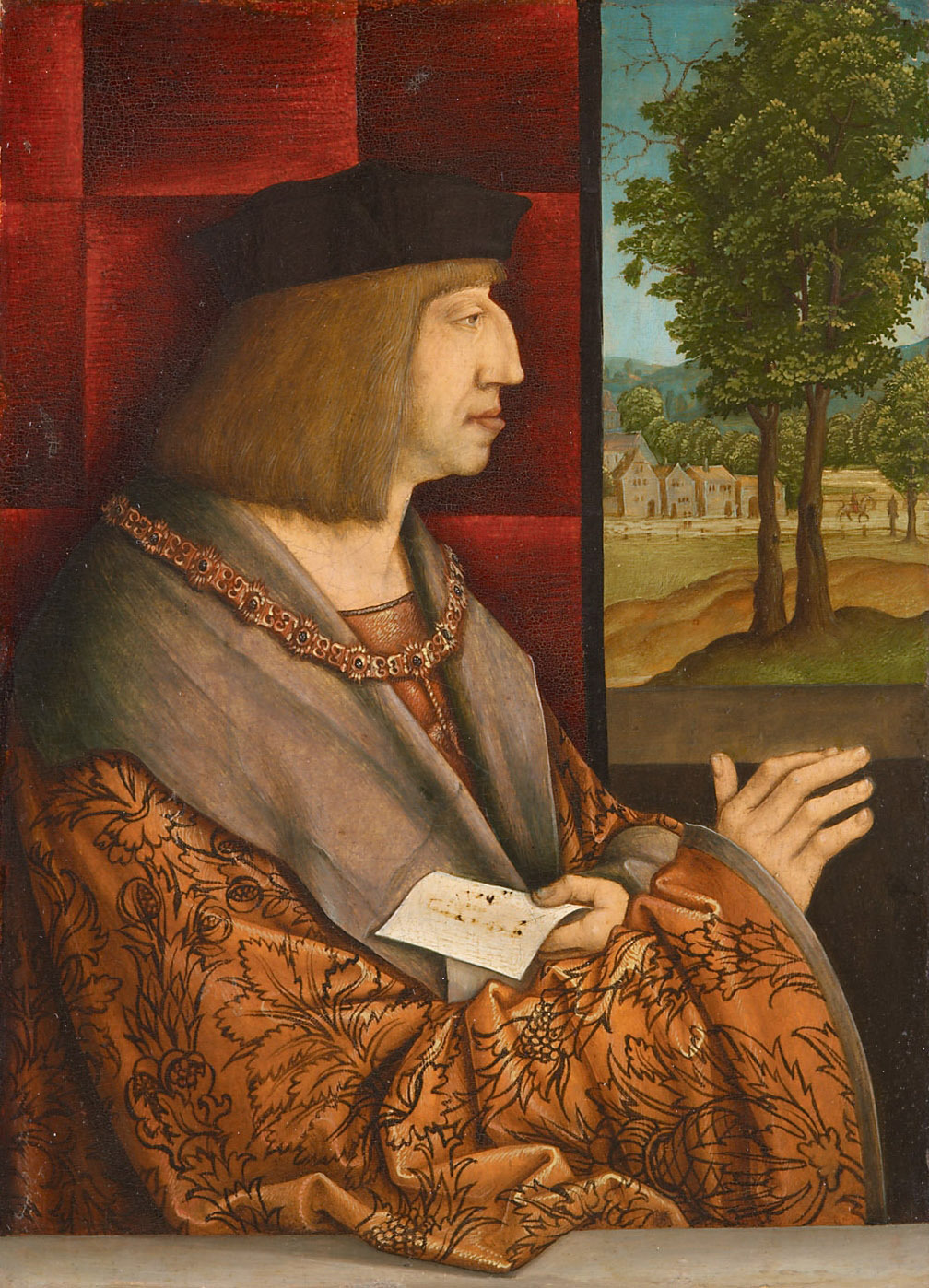
Габсбурзький профіль — з носом що виступає, витріщеними очима, пухкими губами та незвичайним підборіддям
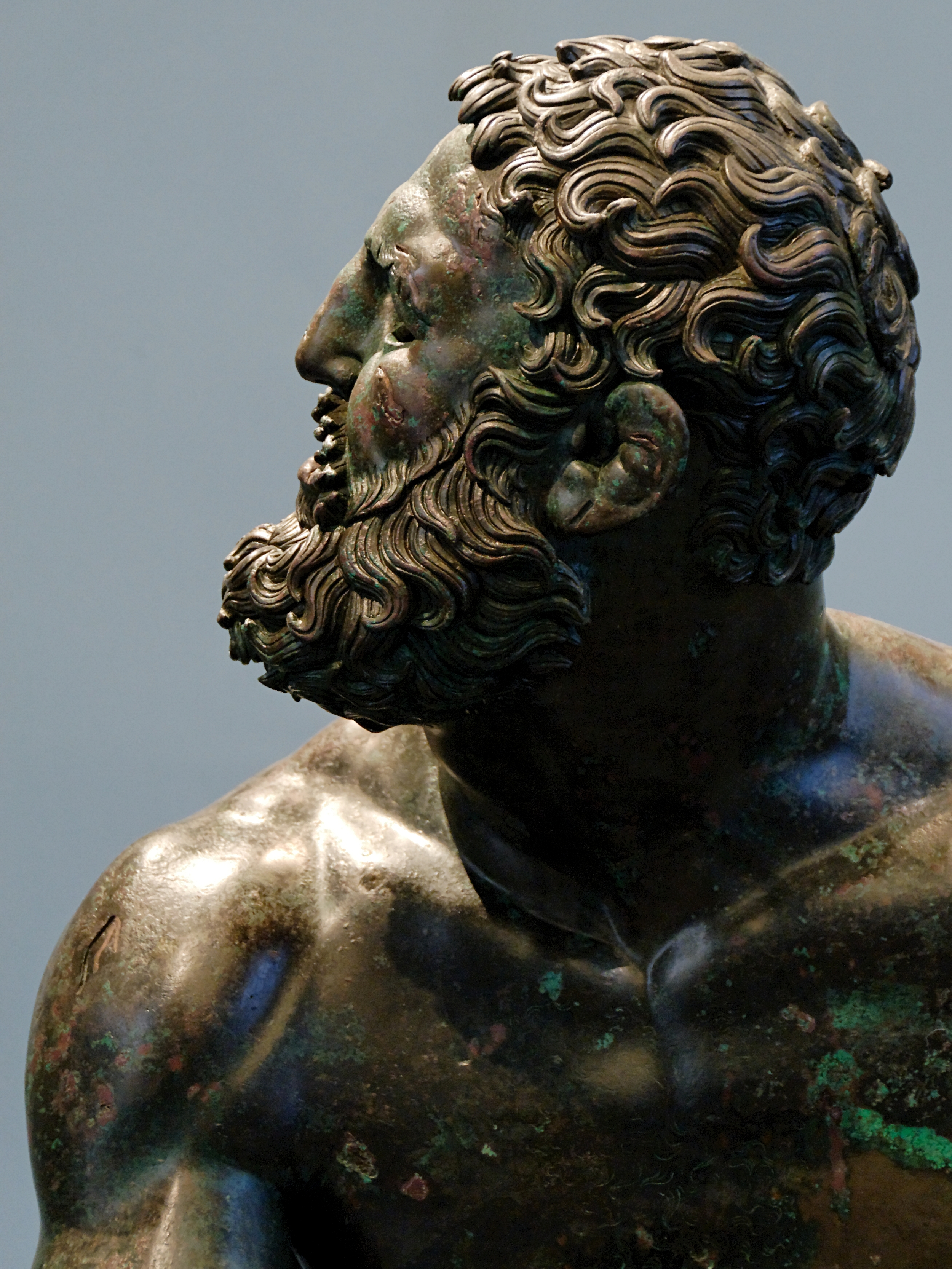
Боксерський профіль — з переламаним носом, притиснутими або переламаними вухами, іноді з низьким чолом
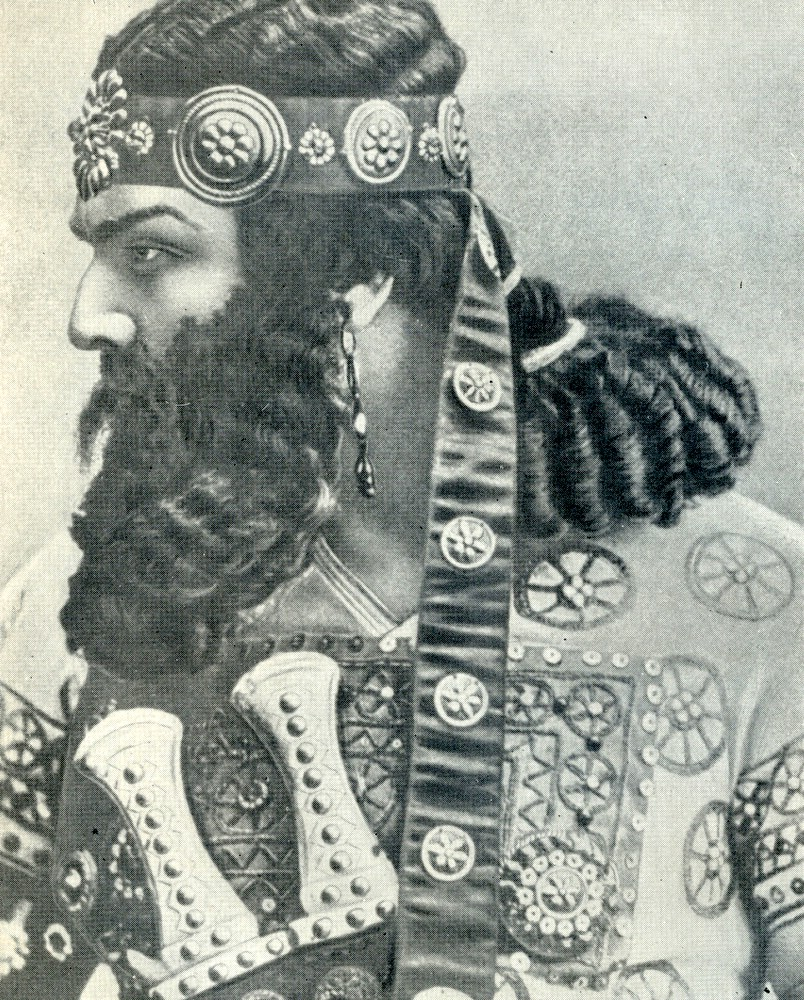
Ассирійський профіль  — з густою кучерявою чорною бородою та великими мигдалеподібними карими очима

## Візуальна історія

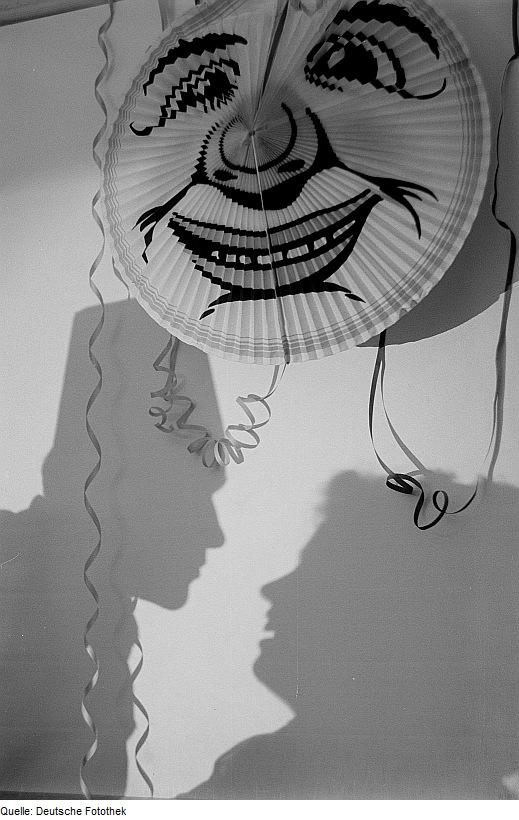
Профільну тінь на стіні дуже легко обвести

Профільний портрет — одна з найдавніших форм, оскільки для його створення було потрібно менше навичок малювання — людину в деяких випадках малювали не з натури, а крізь підсвічений напівпрозорий екран, на якому обводили її силует.
Пліній Старший у своїй «Природній історії» писав: «Ліпити з глини портретні зображення першим придумав гончар Бутад з Сікіона, в Коринті, завдяки дочці: вона обвела на стіні від лампи тінь юнака, в якого була закоханою, коли той їхав на чужину. За цими лініями, її батько, наклавши глину, зробив рельєф і, коли він затвердів, випалив разом з іншими глиняними виробами». Історик портрета А. О. Карєв, цитуючи цей уривок, пише, що хоча Пліній не говорить прямо ні про те, що зображення було саме профільним, ні про його меморіальну мети, однак все це зрозуміло з тексту. «Ці меморіальні якості профільного зображення як в скульптурі, так і в інших видах образотворчих мистецтв (силует, наприклад) не лише не вичерпані за його багатовікову історію, але й багато в чому розширилися». Як вказують дослідники надгробних пам'ятників, «профіль психологічно сприймається як щось віддалене від реальності, яке ось-ось „ввійде у вічність“, тоді як прямий погляд, спрямований з надгробка на глядача, сприймається як запрошення до якоїсь духовної співбесіди» — тому фас і зустрічається в рельєфах надгробків набагато рідше.
При створенні портретів використання профілю, як казав художник Кузьма Петров-Водкін, є шляхом найменшого опору, полегшеним способом малювання, що дозволяє швидко домогтися схожості.

### Стародавній світ
Саме профільні та силуетні зображення тварин та людей переважають у печерному мистецтві. Стародавній Єгипет виробив складний канон найбільш характерного зображення людини (або зооморфної фігури), при якій голову зображували в профільному розвороті, а тіло в фас. Аналогічно зображували постаті в мистецтві майя, ассирійському мистецтві, ранній формі давньогрецького мистецтва — кераміка Стародавньої Греції, та інших.
Чіткий малюнок профілю, на відміну від фаса, робив його зручним для металу. Профільні зображення тварин (символів богів або племен), а пізніше людей з'явились на монетах починаючи з Лідійського царства (де в 6 в. до н. е. вперше були викарбувані гроші). З'явився звичай карбувати профілі монархів, що зберігається й донині.

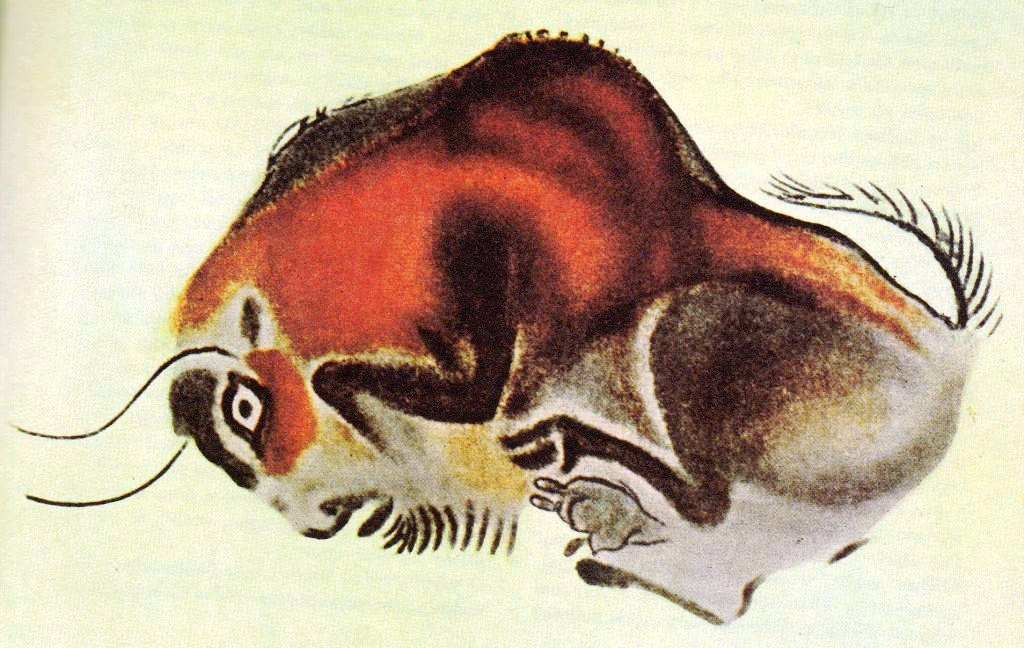
Бізон, печерний розпис Альтаміри (15 — 10-е тис. до н. е.)
Давньоєгипетська фреска (1552 — 1069 рр. до н.е.)
Давньогрецький вазопис. (480-470 рр. до н. е.)
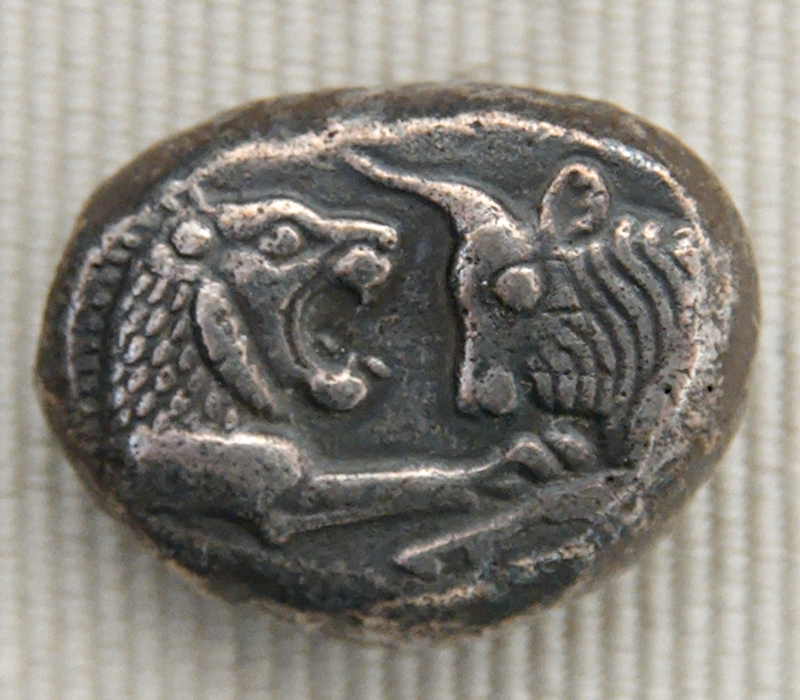
Монета лідійського царства (561-545 рр. до н.е.)
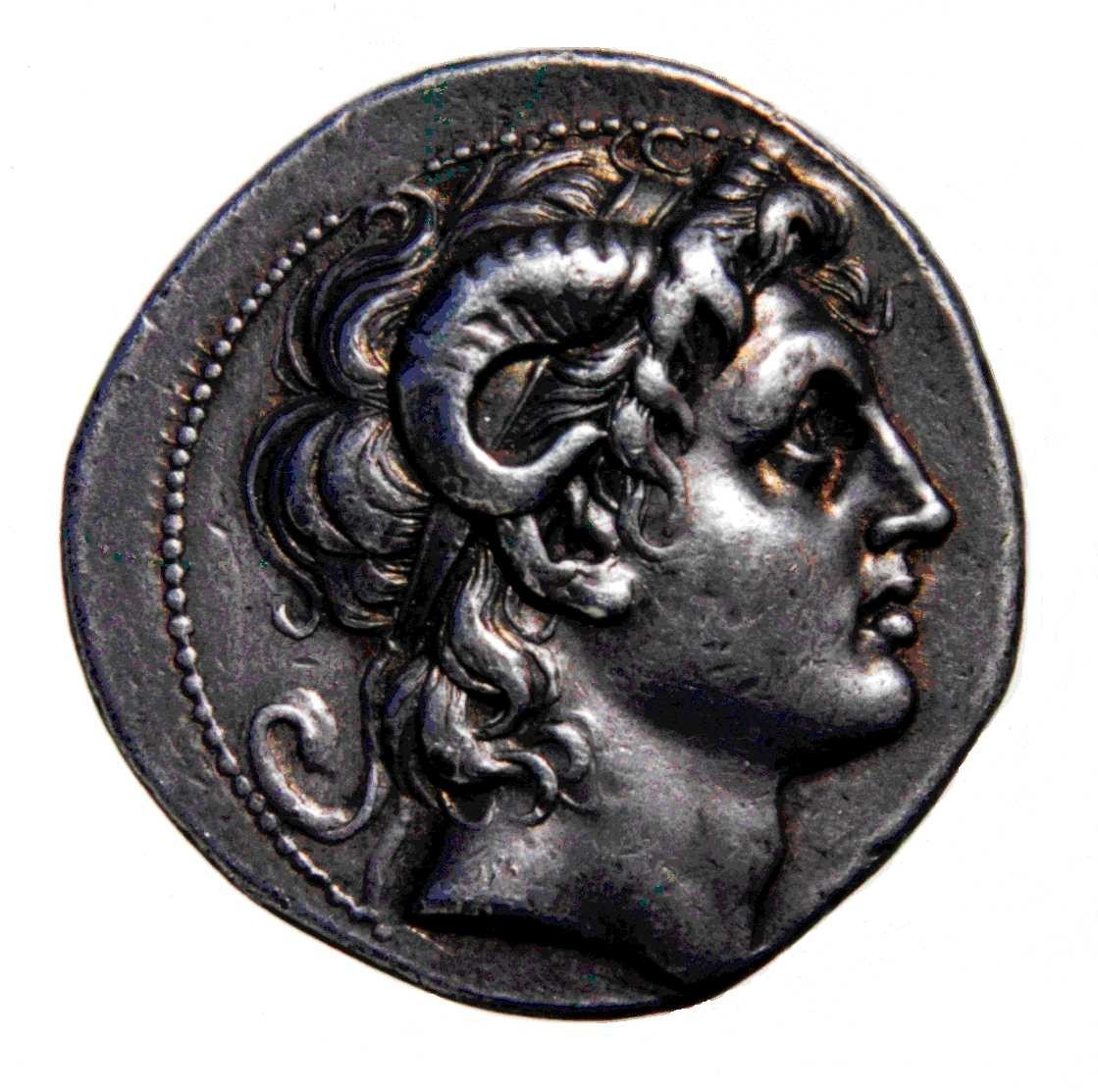
Александр Македонський, елліністична монета (242-1 рр. до н.е.)

### Античність
У античності, коли активно використовували техніку скульптури, рельєфний профіль існував у багатьох варіаціях. Однак високі меморіальні якості профільного зображення приводили до того, що він був популярним на монетах, медалях, різьблених камеях та інталіях, а також на надгробних стелах. Тоді ж в грецькому мистецтві з'явився ідеальний грецький профіль (єдина лінія лоба і носа), сконструйований за канонами краси. Стародавні римляни для своїх портретів та зображень родичів вибирали круглі скульптурні бюсти та статуї, зберігши за профільними зображеннями почесне вживання для імператорів на монетах, медалях та ін.

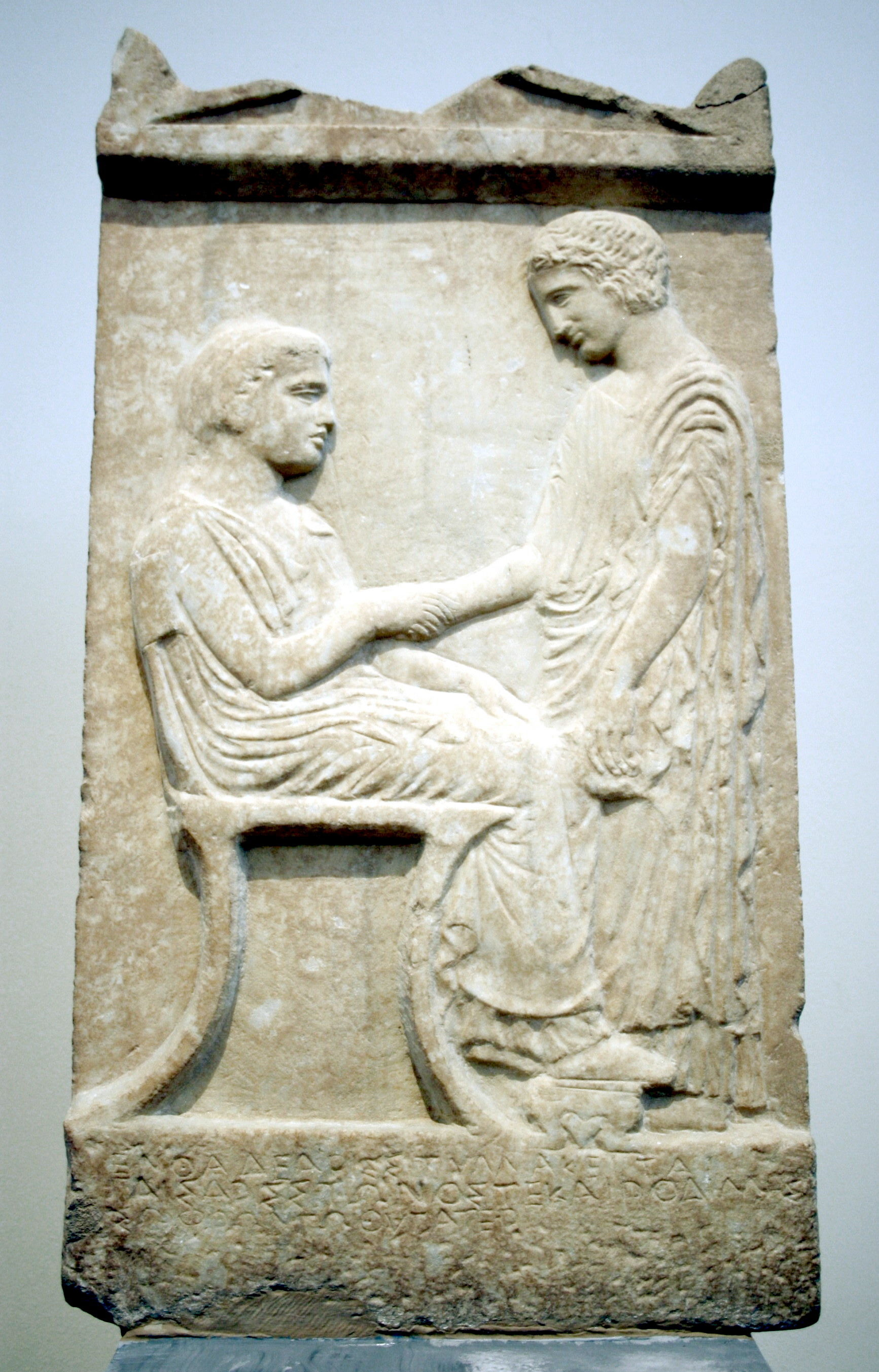
Надгробна стела, Афіни (бл. 420 до н.е..)
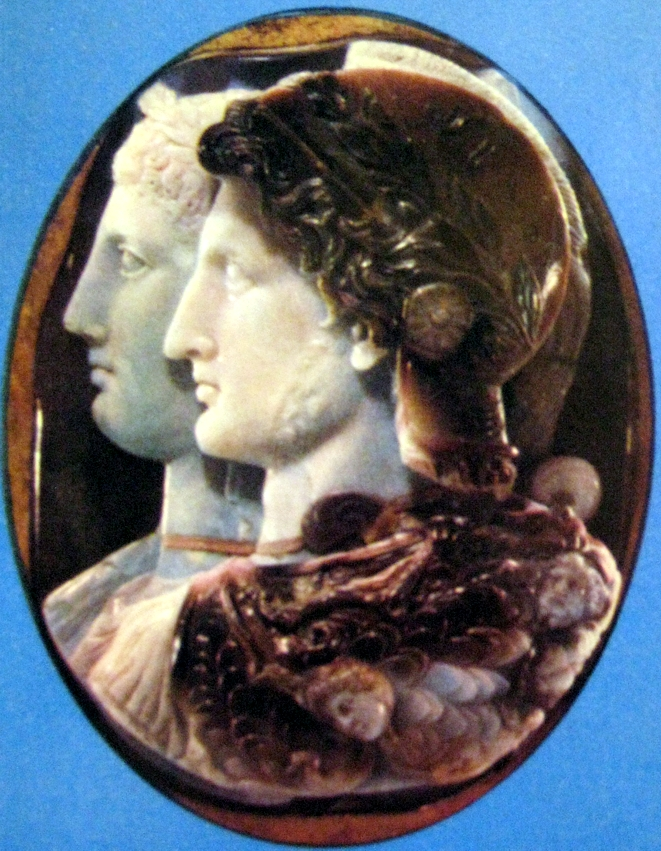
Елліністична Камея Гонзага (III ст. до н. е.)
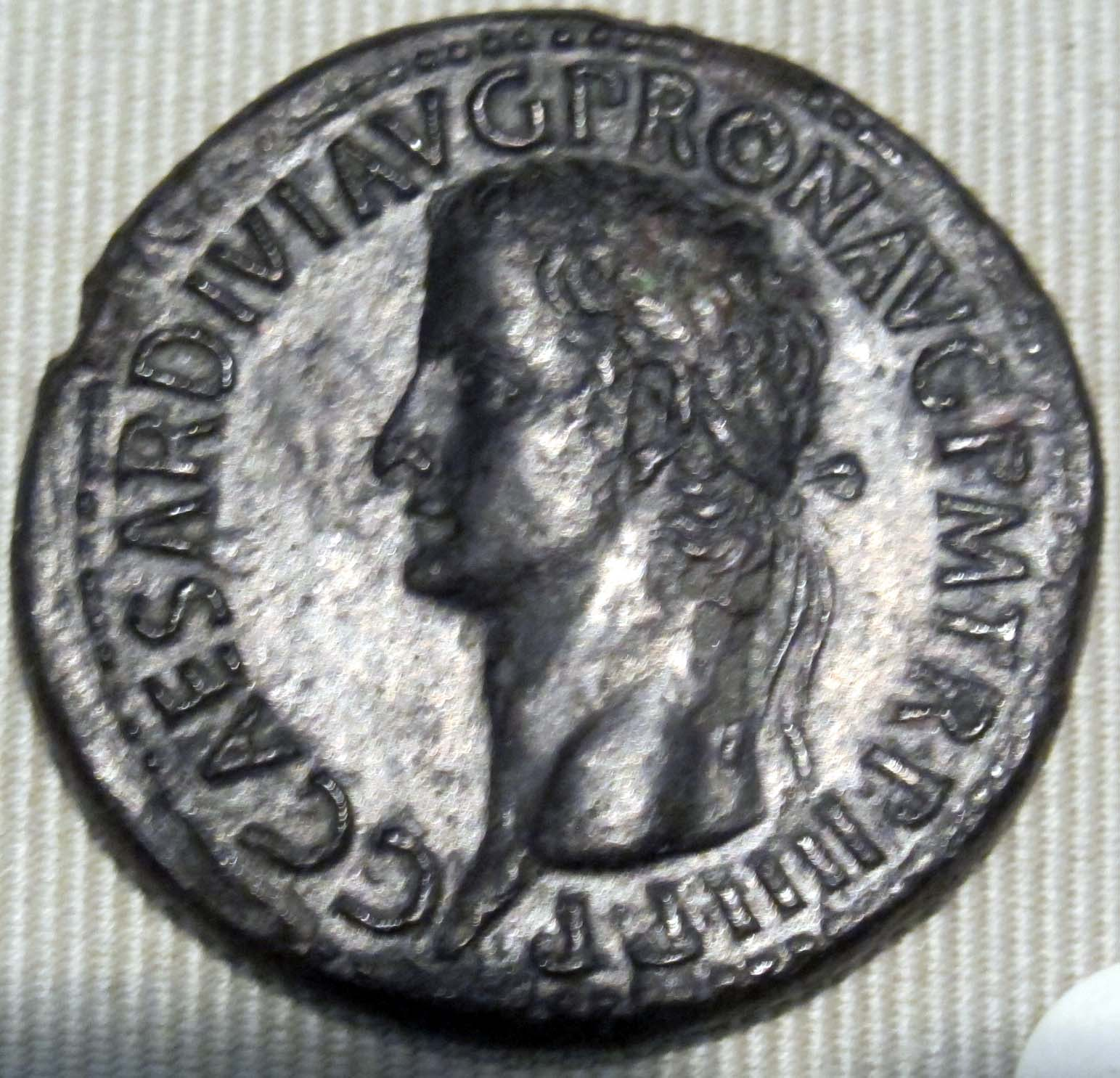
Імператор Калігула, давньоримська монета (40-41 рр. н.е..)
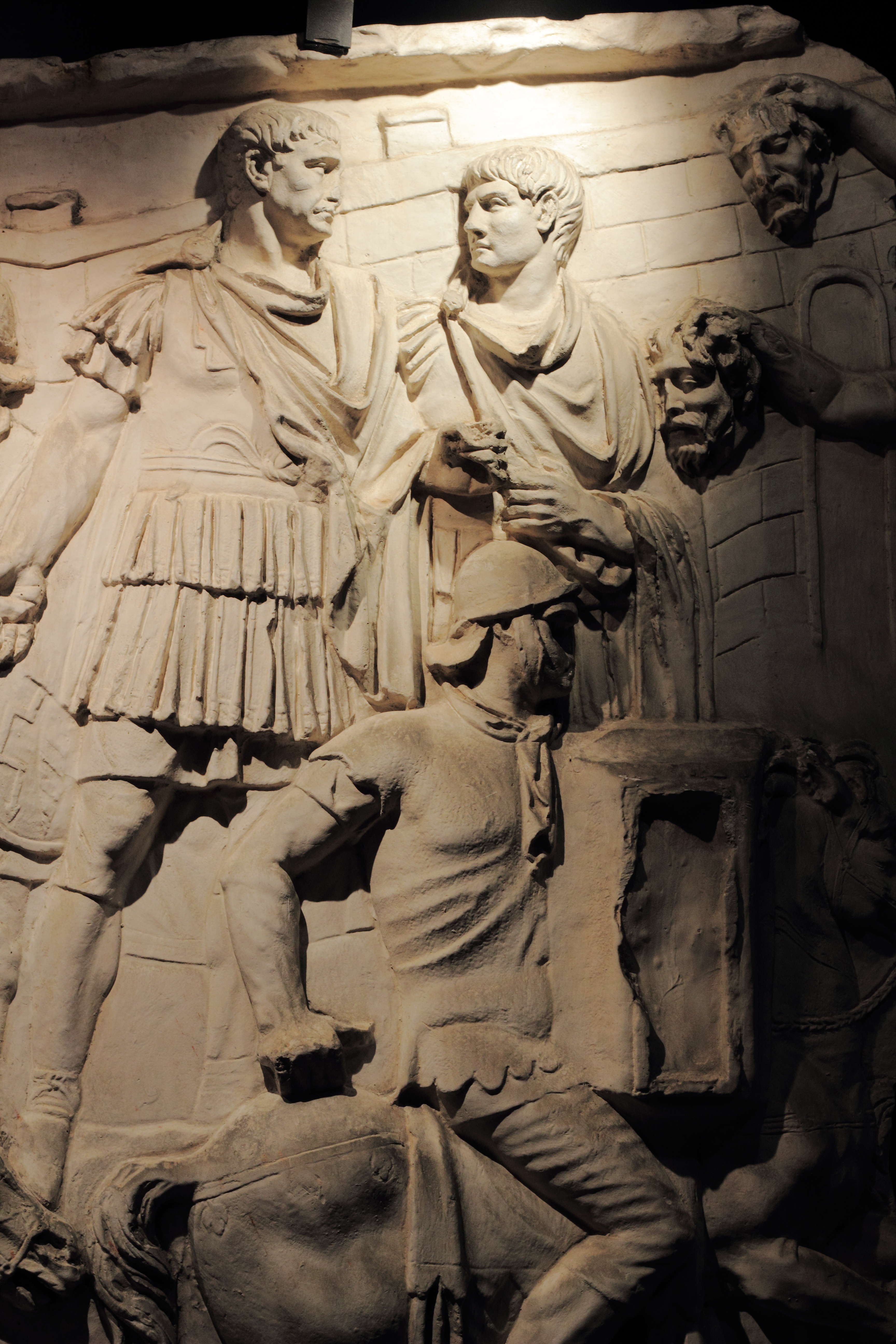
Імператор Траян, Колона Траяна (113 р н.е..)

### Середньовіччя
У міру занепаду Римської імперії мистецтво стає все більш «варварським», що видно й за якістю карбування профілю на монетах. Середньовічний портрет, який взагалі не керувався принципами подібності, відсуває профіль на другорядний план, вибираючи фас навіть на монетах.
Фас (положення «очі в очі») зручніший для зображення духовного, спіритуалістичного, яке стає головним змістом середньовічного мистецтва. Бога та інших священних персон в профіль не зображують — "фронтальність пов'язана з необхідністю контакту між шанованим зображенням і глядачем, який молиться; але ті фігури, яким він не поклоняється, не зобов'язані бути зверненими до нього (і, зокрема, можуть бути в профіль) ".

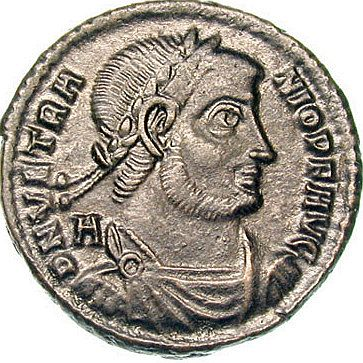
Констанций II, Римська монета (4 ст. н.е..)
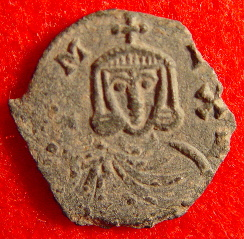
Фас на монетах: Михаїл I Рангаве, візантійська монета (810-і рр.)
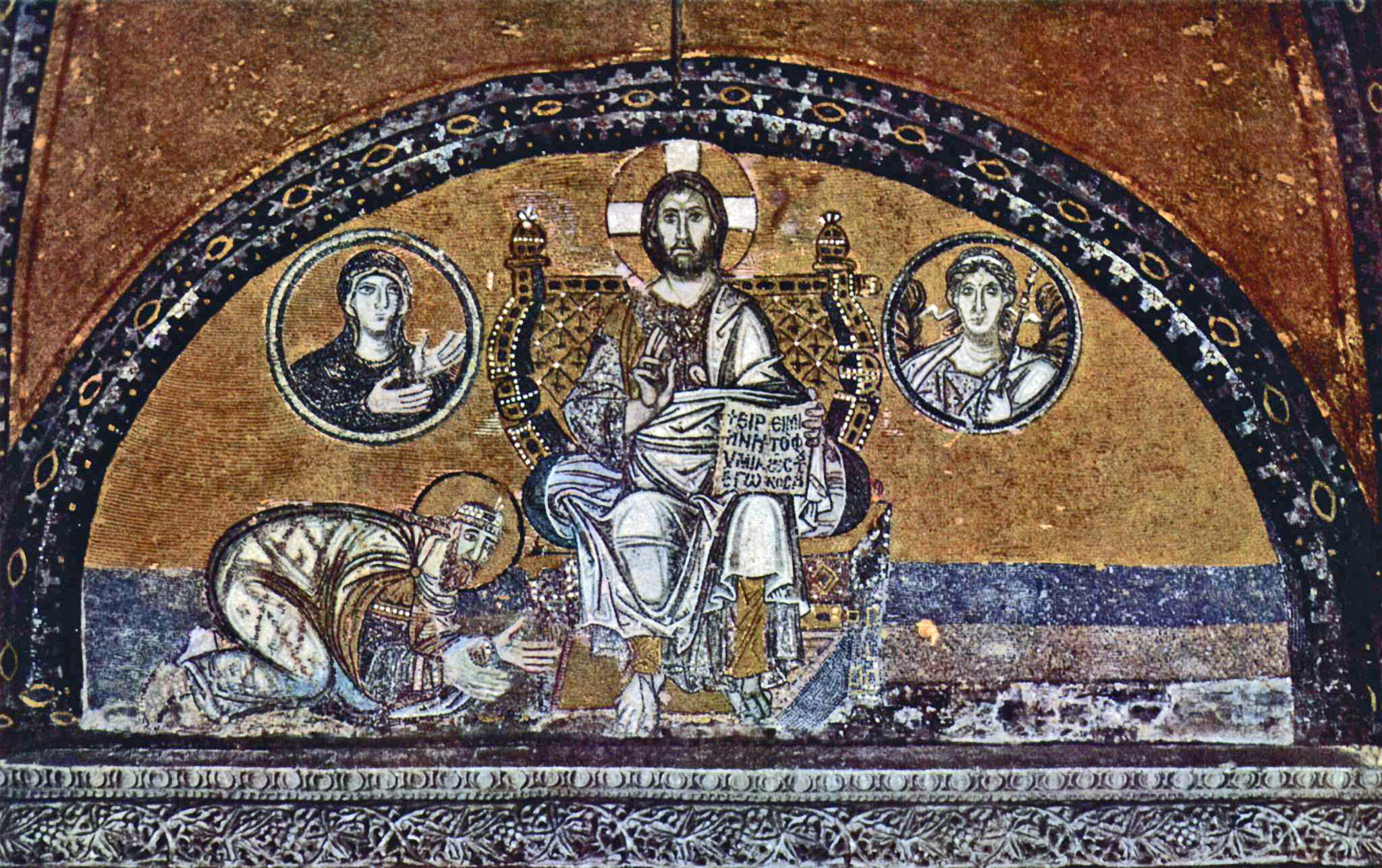
Мозаїка в Соборі св. Софії в Константинополі із зображенням імператора біля ніг Богородиці (9 століття)
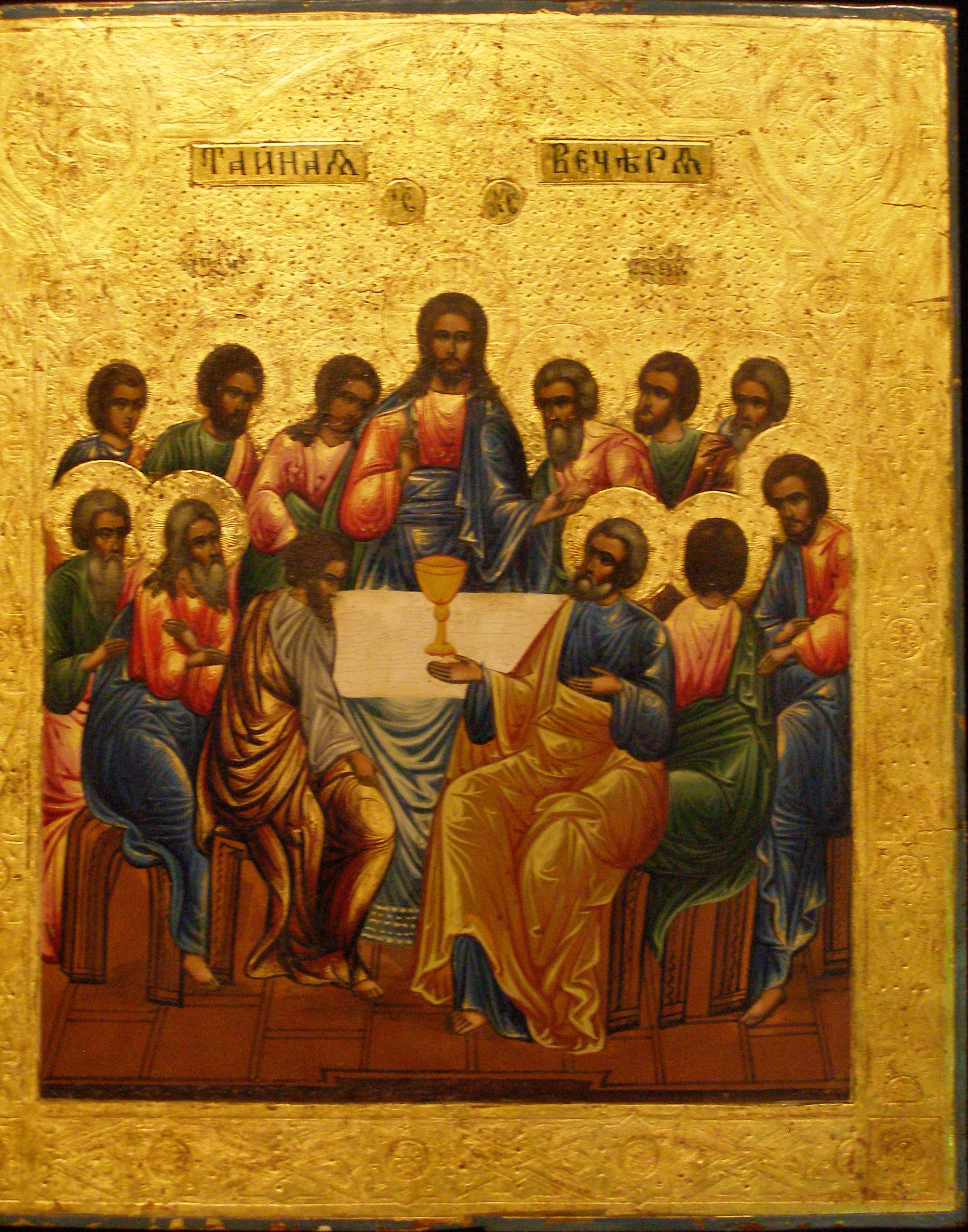
Таємна вечеря, ікона (19 століття)

В іконописі (візантійському та російському) і ранньоіталійському живописі профільне зображення зустрічається відносно рідко. Воно «могло з'являтися як у випадку незначущості зображуваної фігури, так і в тому випадку, коли ця фігура перебуває на периферії зображення. (…) У західному середньовічному мистецтві профільне зображення могло мати значення карикатури (…) і використовуватися, відповідно, при зображенні негативних персонажів, демонічних постатей чи малозначущих людей; в інших випадках воно слугувало для того, щоб підкреслити значущість постаті, представленої фронтально». Такими є зображення бісів, а також Юди в композиціях «Таємної вечері»: він зазвичай єдиний з апостолів зображений в профіль. (Однак в інших композиціях інші апостоли також можуть бути намальованими в профіль, оскільки це компромісна позиція між поворотом особи до Христа і до глядача).
Поступово зображення реальної людини поверталось у мистецтво, а профіль повертався в портрет — перш за все, це були маленькі уклінні фігурки з руками, складеними в молитовному жесті, біля ніг якого-небудь святого. Це були зображення жертводавців (т. зв. ктиторські або донаторські портрети). Донаторів зображували зазвичай точно в профіль; чоловіків — праворуч від Мадонни або святого, а жінок — ліворуч; часто в супроводі своїх тезоіменних святих заступників.

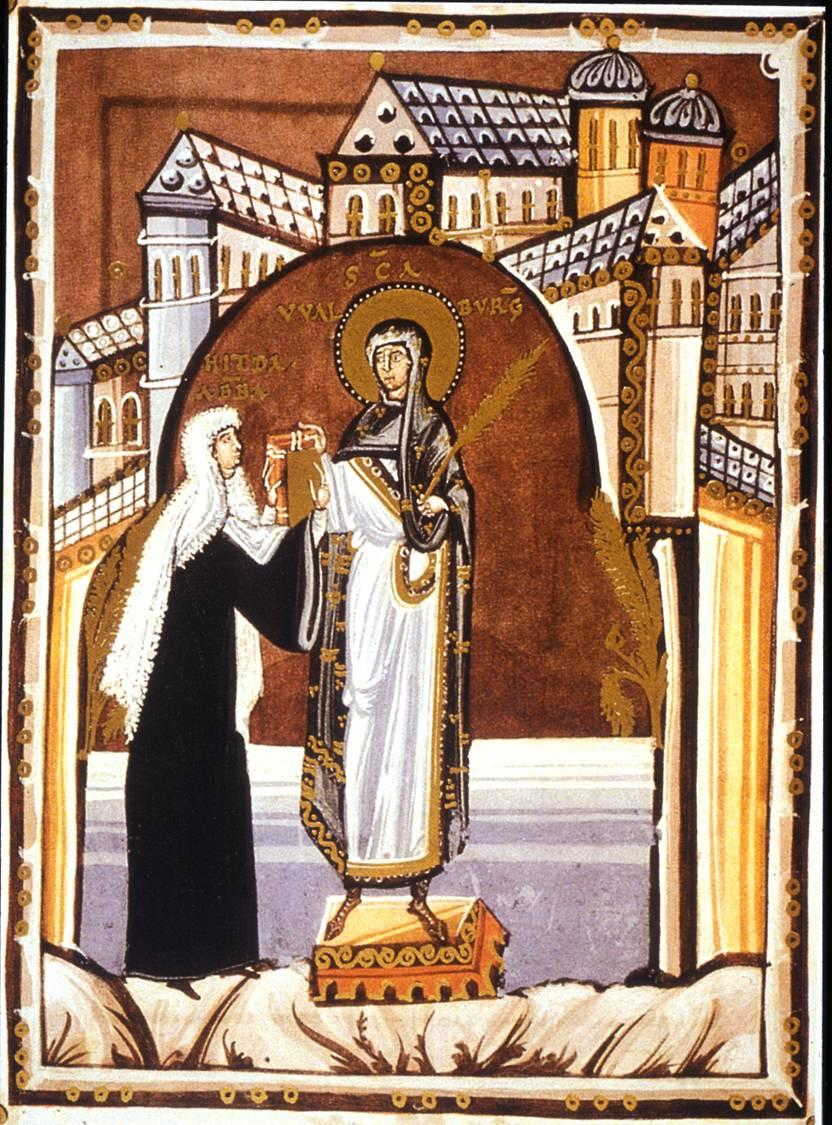
Hitda Codex, аббатиса підносить євангеліє святій (1000-1020 рр.)
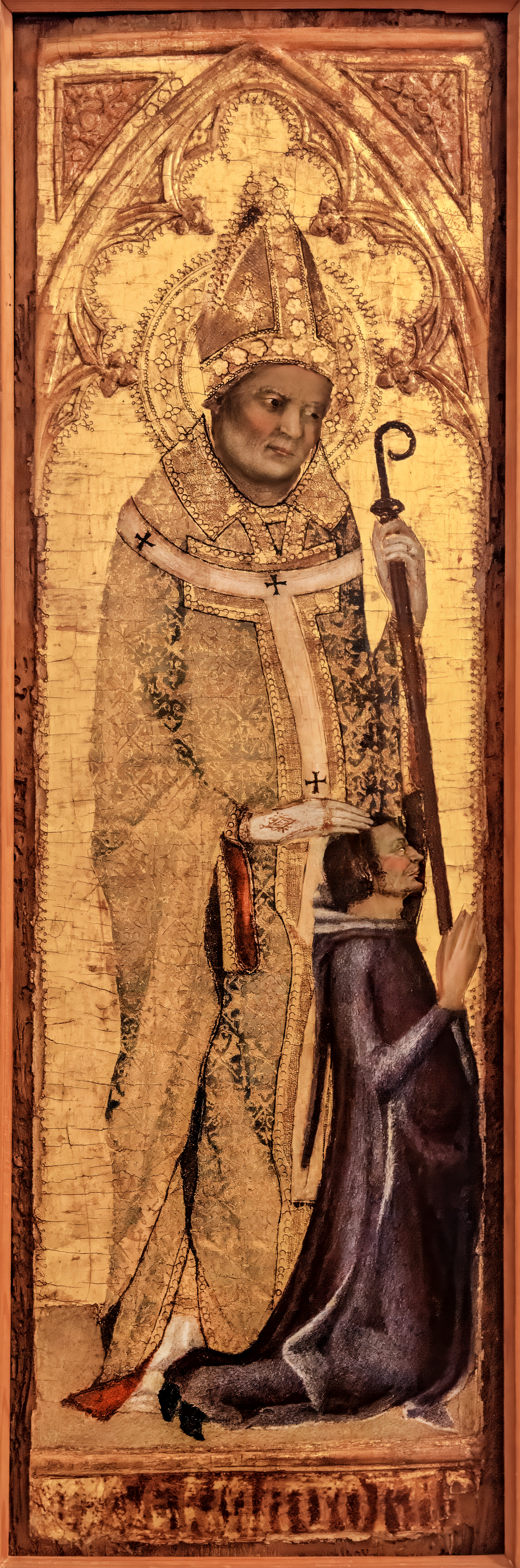
Маттео Джованнетті. «Св. Гермагор з донатором». 1345.
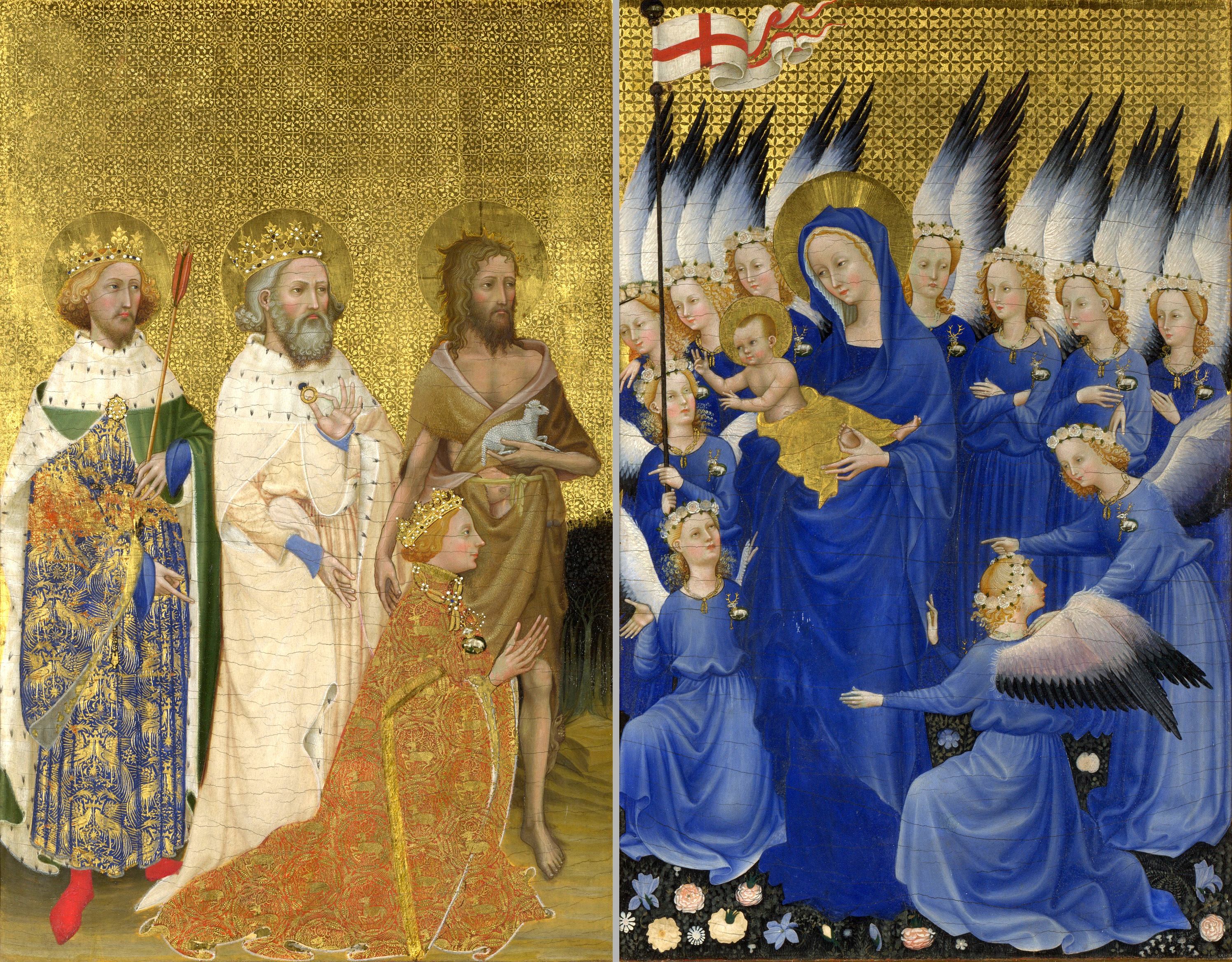
«Волтонський диптих»: король Річард II зі свв. Едмундом Мучеником, Едуардом Сповідником та Іоанном Хрестителем перед Мадонною (близько 1395)

Нарешті, профільні портрети виокремились з релігійних картин. Однією з головних робіт-предтеч називають ще донаторський портрет епохи проторенесансу — твір Сімоне Мартіні «Коронування Роберта Анжуйського його братом святим Людовіком Тулузьким» (1317). Святий в фас намальований велично, уклінний король в профіль здається маленьким, однак людина зображена вже зовсім портретно реалістично.Такі картини в стилі Сімоне Мартіні стали прямим прикладом для художників північної готики.
Найдавніший зразок станкового портрета людини Нового часу, що дійшов до наших днів (тобто симптом народження нового жанру світського портрета) був виконаний саме у вигляді профільного портрета. Це зображення французького короля Іоанна II Доброго, намальоване близько 1360, як вважається, Жираром Орлеанським (Лувр). За італійською традицією фон золотий, зображення профільне та погрудне. Гращенков припускає, що появу у франко-бургундському портреті XV століття профільних напівфігурних композицій, куди вже входять руки, можна пояснити використанням мотивів тогочасних мініатюр зі сценами придворного життя. До числа таких творів належать роботи братів Лімбург (в першу чергу їх Розкішний часослов герцога Беррійського, 1413-16) і мініатюри роботи Майстра Бусико (1412, Женева). Характерний приклад такої тенденції — мініатюри із зображенням того, як художник або замовник підносить ілюміновані манускрипти королю або іншому опікуну, а також сцени молитов та церковних служб.

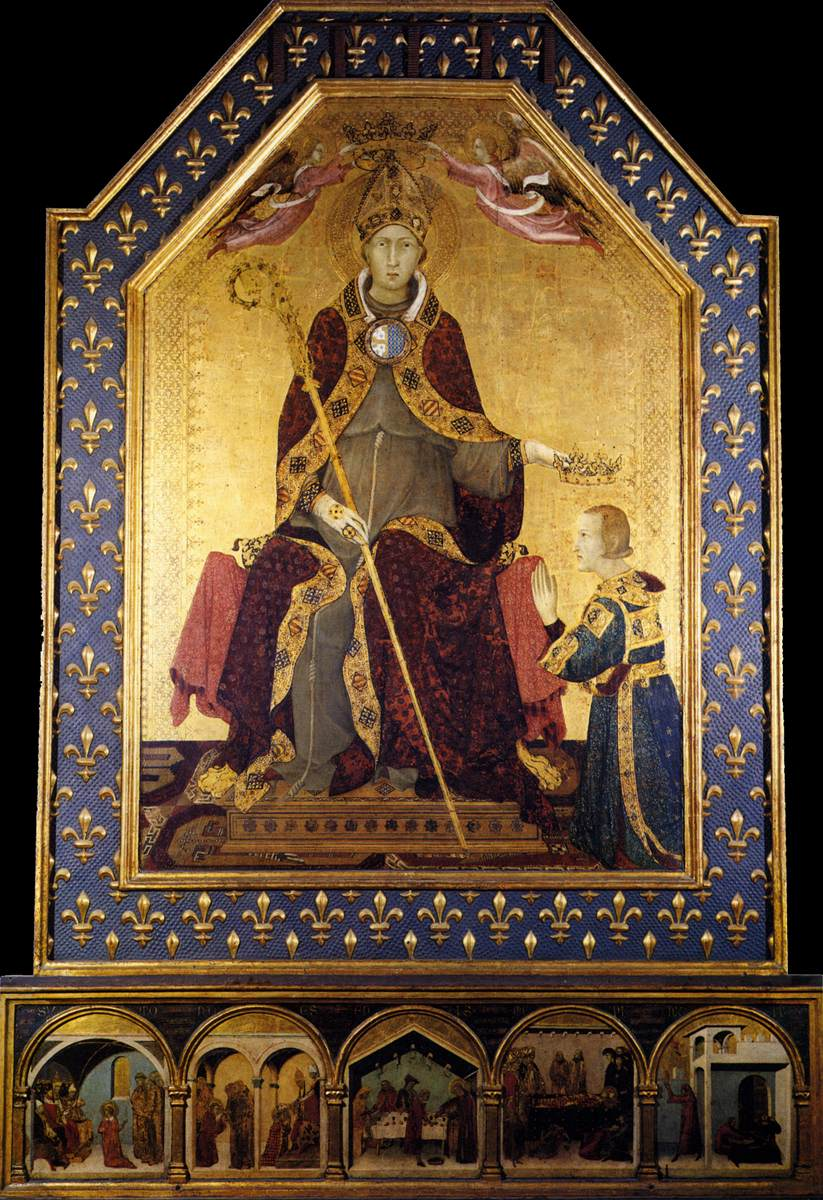
Сімоне Мартіні. «Коронування Роберта Анжуйського святим Людовіком Тулузьким» (1317)
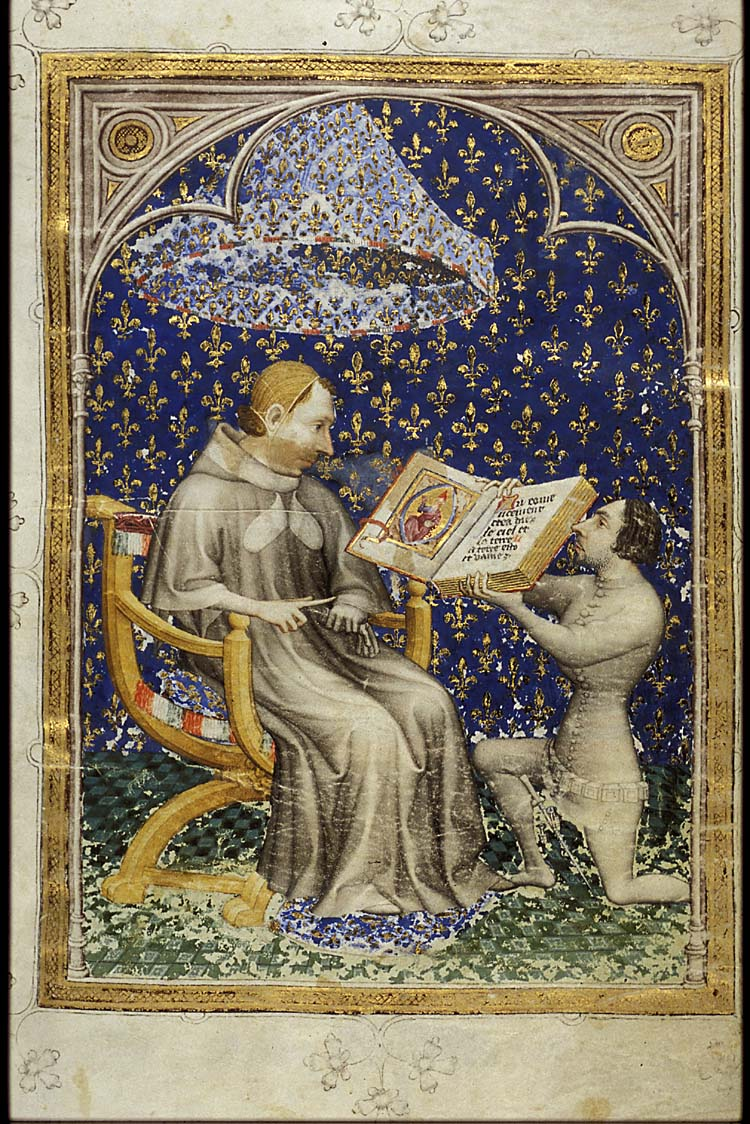
Жан де Вадетар підносить книгу Карлу V. Мініатюра з Біблії Жана де Вадетара. (1372)
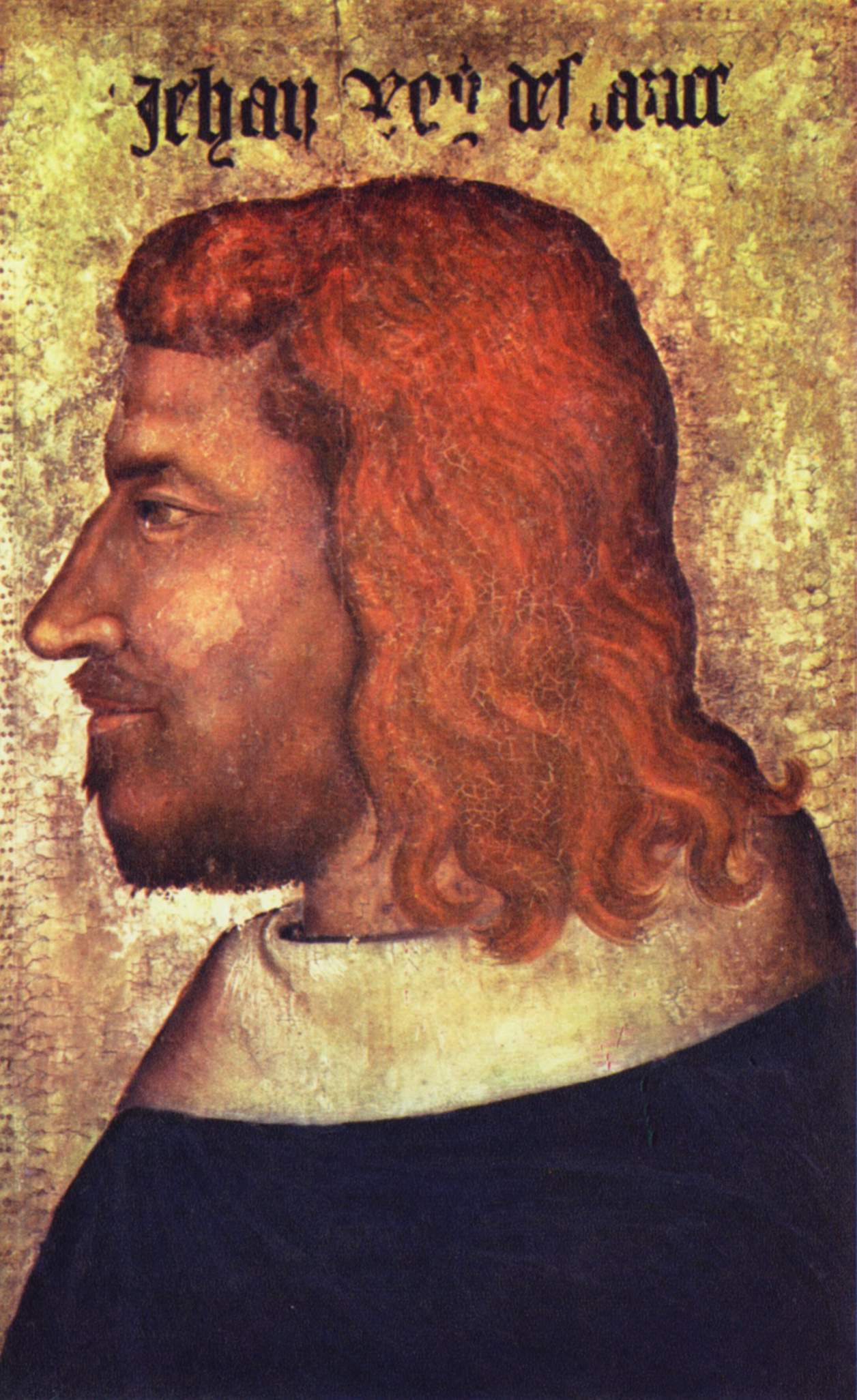
Невідомий художник. «Портрет короля Іоанна Доброго», близько 1349. Найдавніший зі збережених станкових портретів
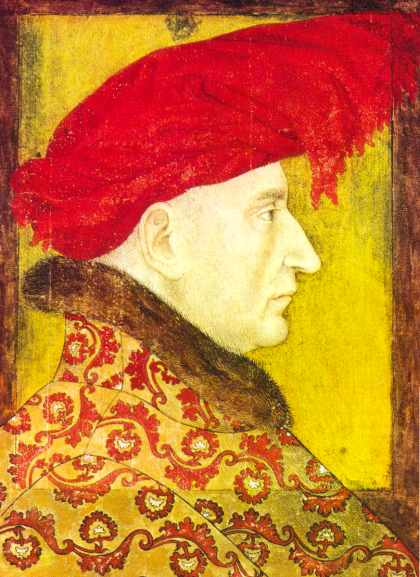
Бартелемі д'Ейк (?). Портрет Людовіка II Анжуйського (бл. 1412-15)

### Ренесанс
Ренесансні гуманісти активно вивчали античні монети, медалі, рельєфи та камеї, використовуючи їх як зразок для наслідування.
Основним типом портрета в Італії на початку 15 століття залишався профільний, який походив донаторського портрета середньовіччя. Але старі традиції профілю (проторенессансного та готичного) оновлювались і переосмислювались під впливом класичного ідеалу, а також набували реалістичніших рис. Становлення станкового портрета збігається з народженням в Північній Італії нового типу — портретної медалі. Медальєрне мистецтво було плодом класичних ідеалів раннього гуманізму, (а його естетика пов'язана з естетикою профільного мальованого портрета)..
Слід зазначити, що звичні зображення профілів правителів на монетах Середньовіччя взагалі відсутні — відродження профільного монетного зображення в Західній Європі пов'язують з монетою, яку викарбував Маттео де Пасти для Сиджизмондо Малатести для міста Брешія лише близько 1420. Це було початком відходу від середньовічної традиції відтворення при карбуванні символічного образу володаря і, як наслідок, переходу до зображення конкретної особи. Пізніше у великій кількості подібні медалі став карбувати Пізанелло, також багато займався й живописом. Таким чином, антична традиція профілів правителів на монетах та медалях була реанімована.

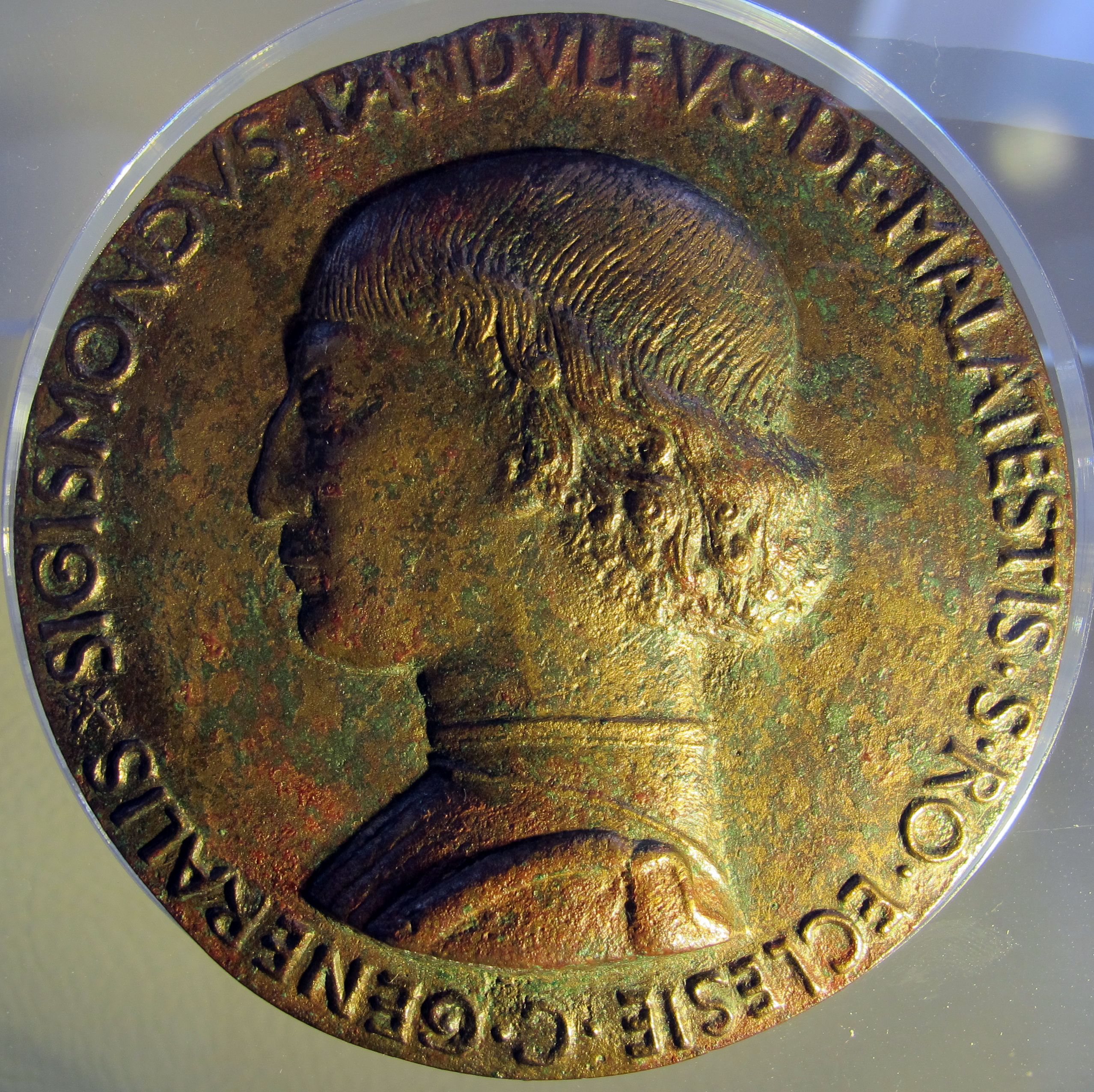
Маттео де Пасті. «Медаль Сиджизмондо Малатеста» (1420)
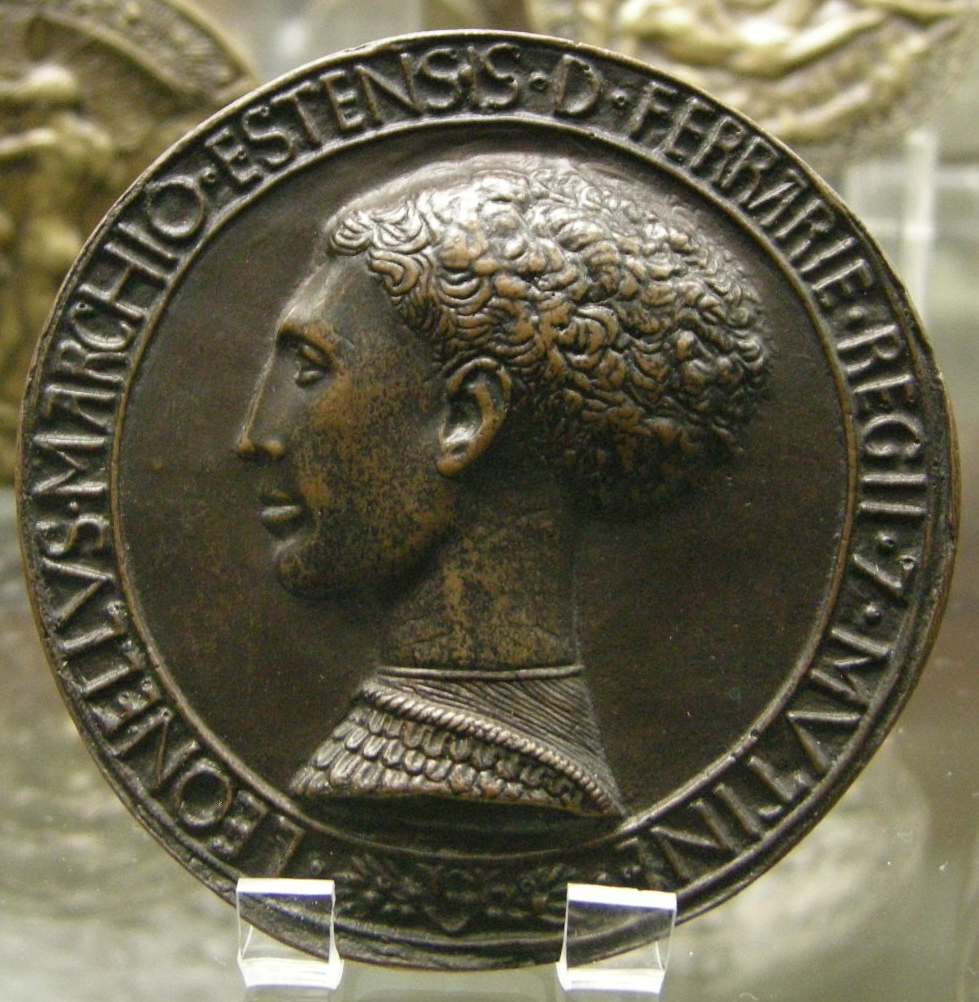
Пізанелло. «Медаль Ліонелло д'Есте»  (1440-е)
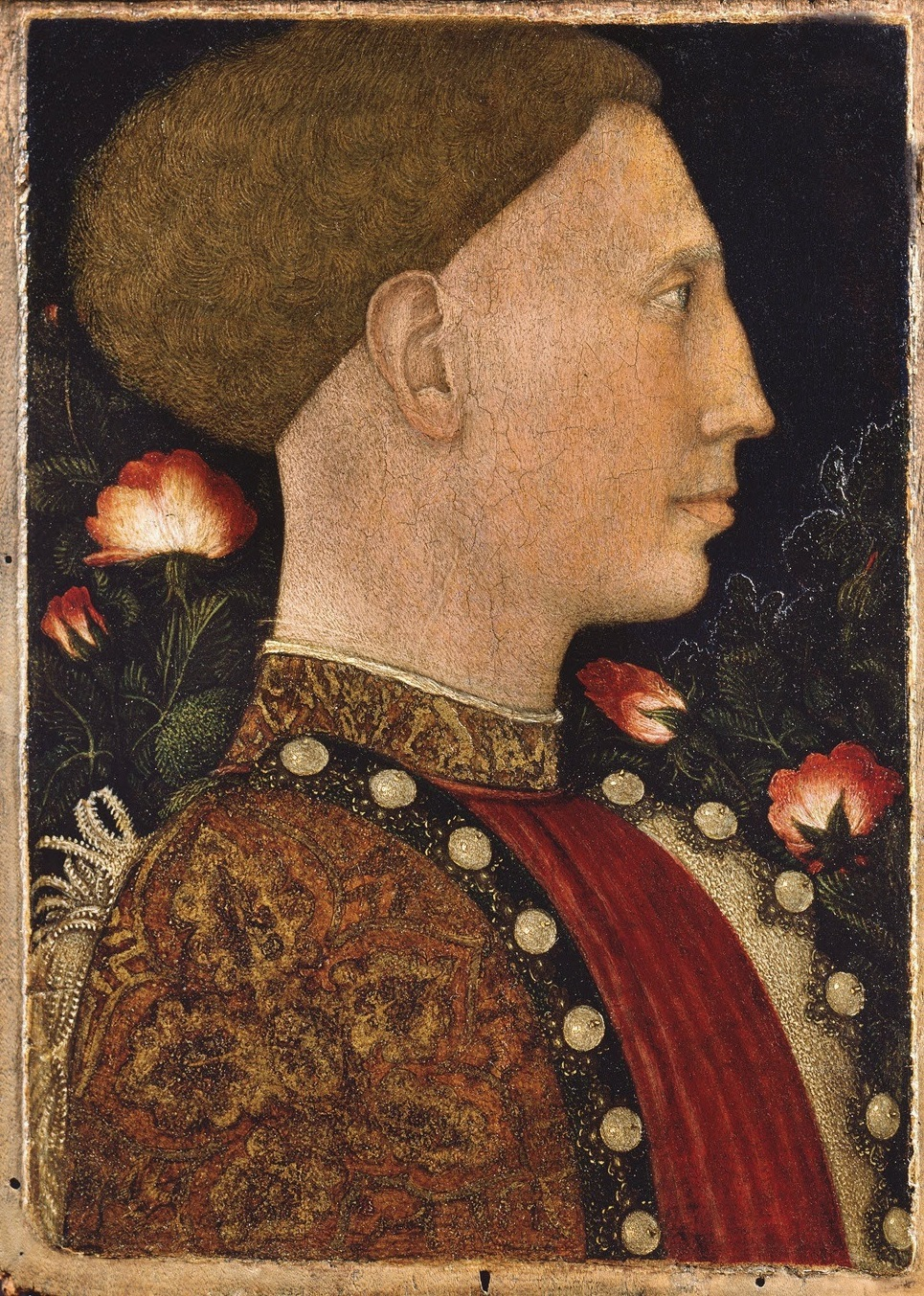
Пізанелло. «Портрет Ліонелло д'Есте» (1441)
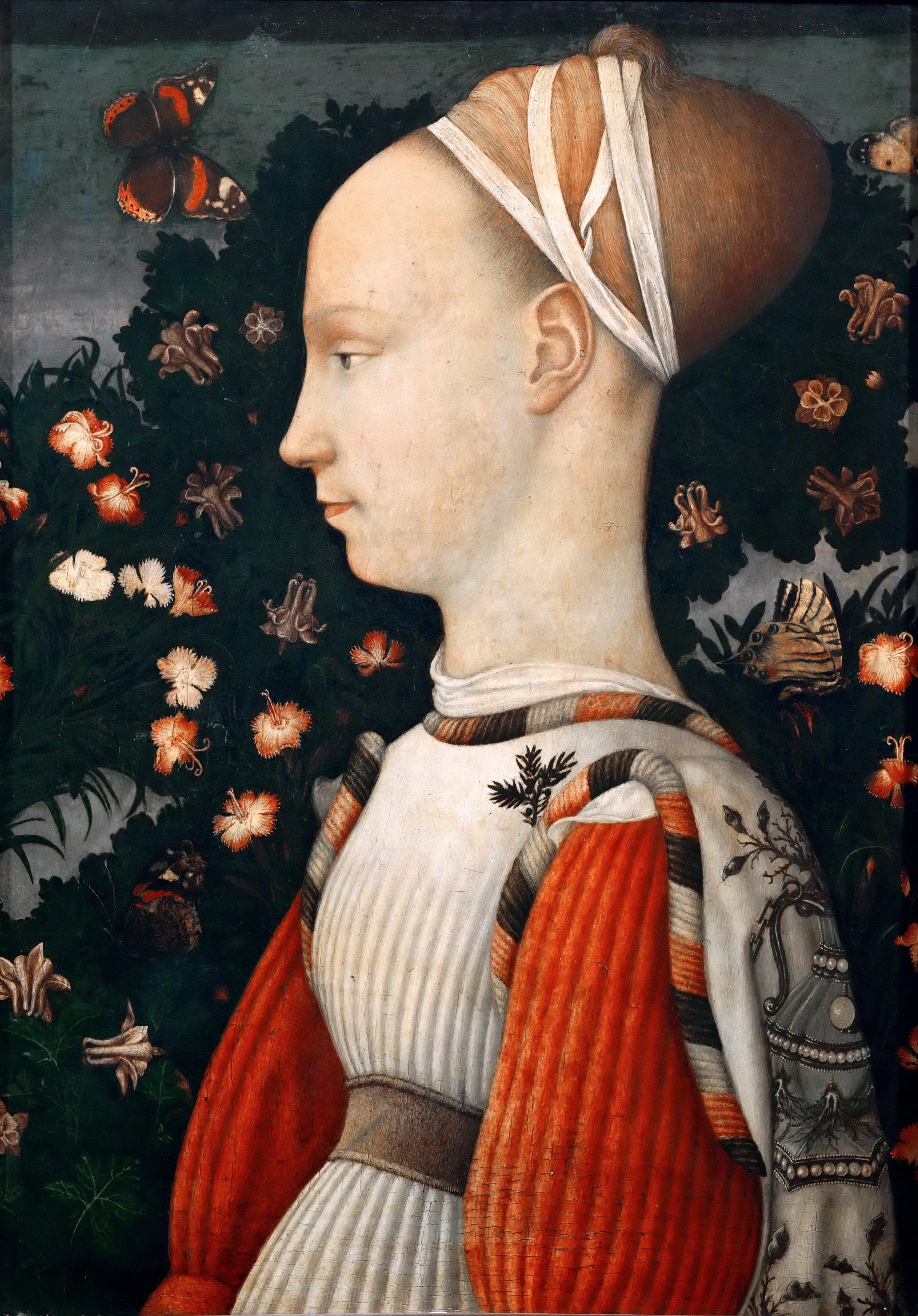
Пізанелло. «Портрет Джиневри д'Есте» (1435-1449)
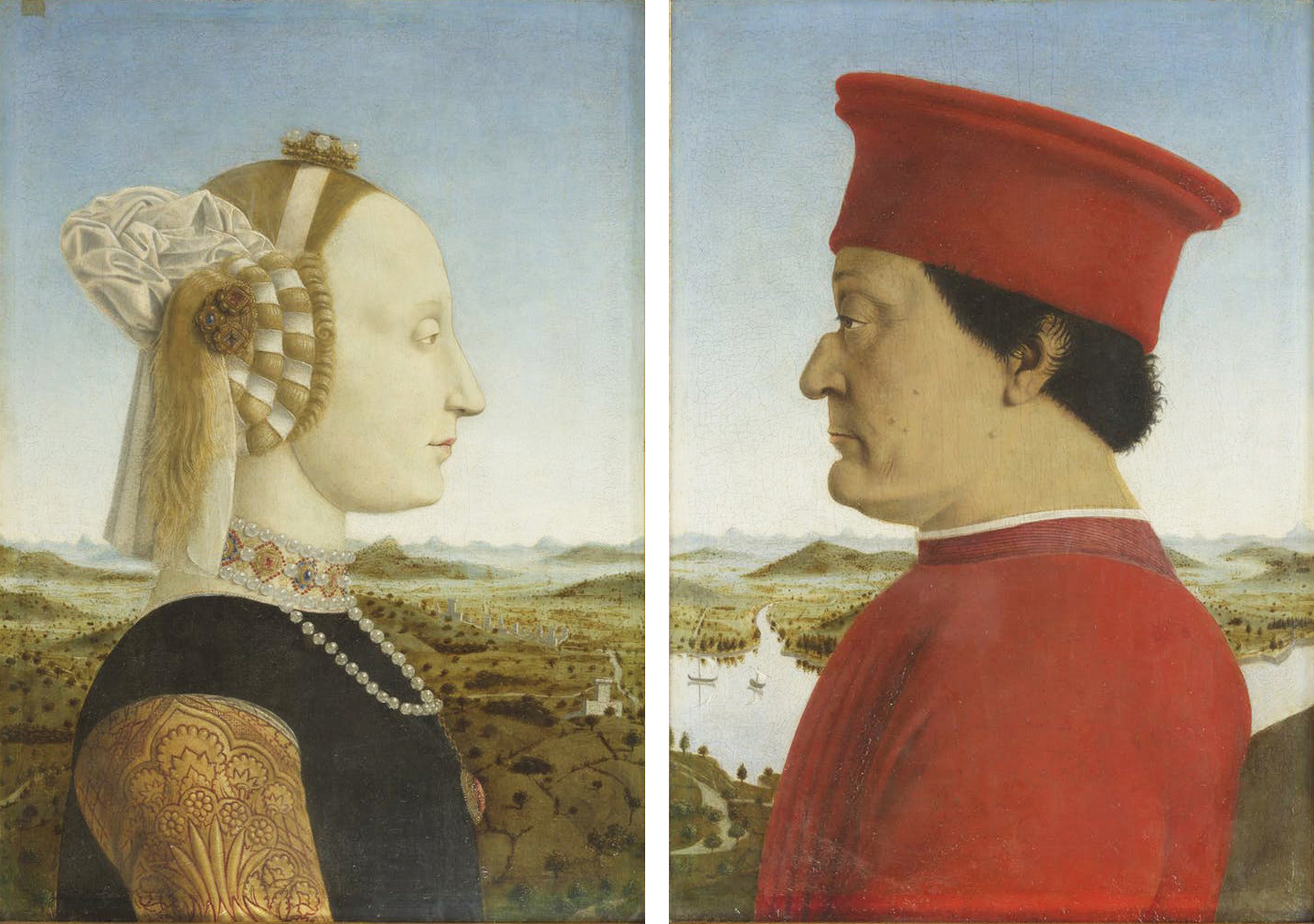
П'єро делла Франческа. «Урбинський диптих» (1465 — 72)

Формування автономного станкового портрета в італійському живописі XV століття відбувалось так: в 1-й половині століття безроздільно панував профільний погрудний портрет, що тяжів до площини; індивідуальність вигляду передавалась в найхарактерніших рисах лаконічним малюнком та узагальненим світлотіньовим моделюванням. Подібність в таких портретах виникала залежно від стилю самого майстра, але все одно всі ці портрети орієнтувалися на якийсь ідеальний прототип, і крізь цю типову художню формулу нового ідеалу людини проступало індивідуальне та особисте. А в середині XV століття намітилась тенденція до життєвої конкретизації, нейтральний фон часто замінювали на інтер'єр або пейзаж, композиція стала більш розгорнутою в просторі.

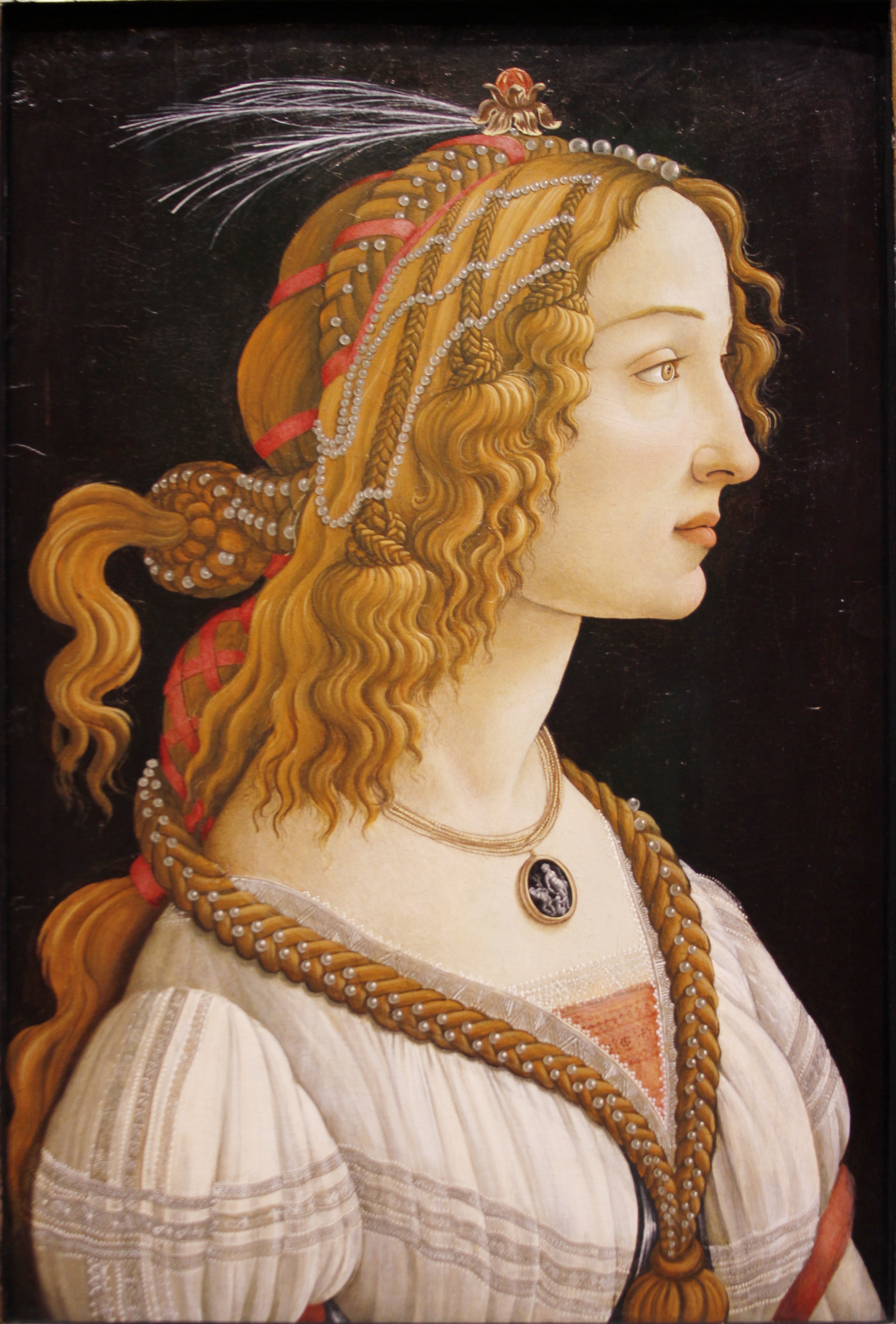
Худ. Сандро Боттічеллі. Молода жінка у профіль (Сімонетта Веспуччі). Франкфурт на Майні.

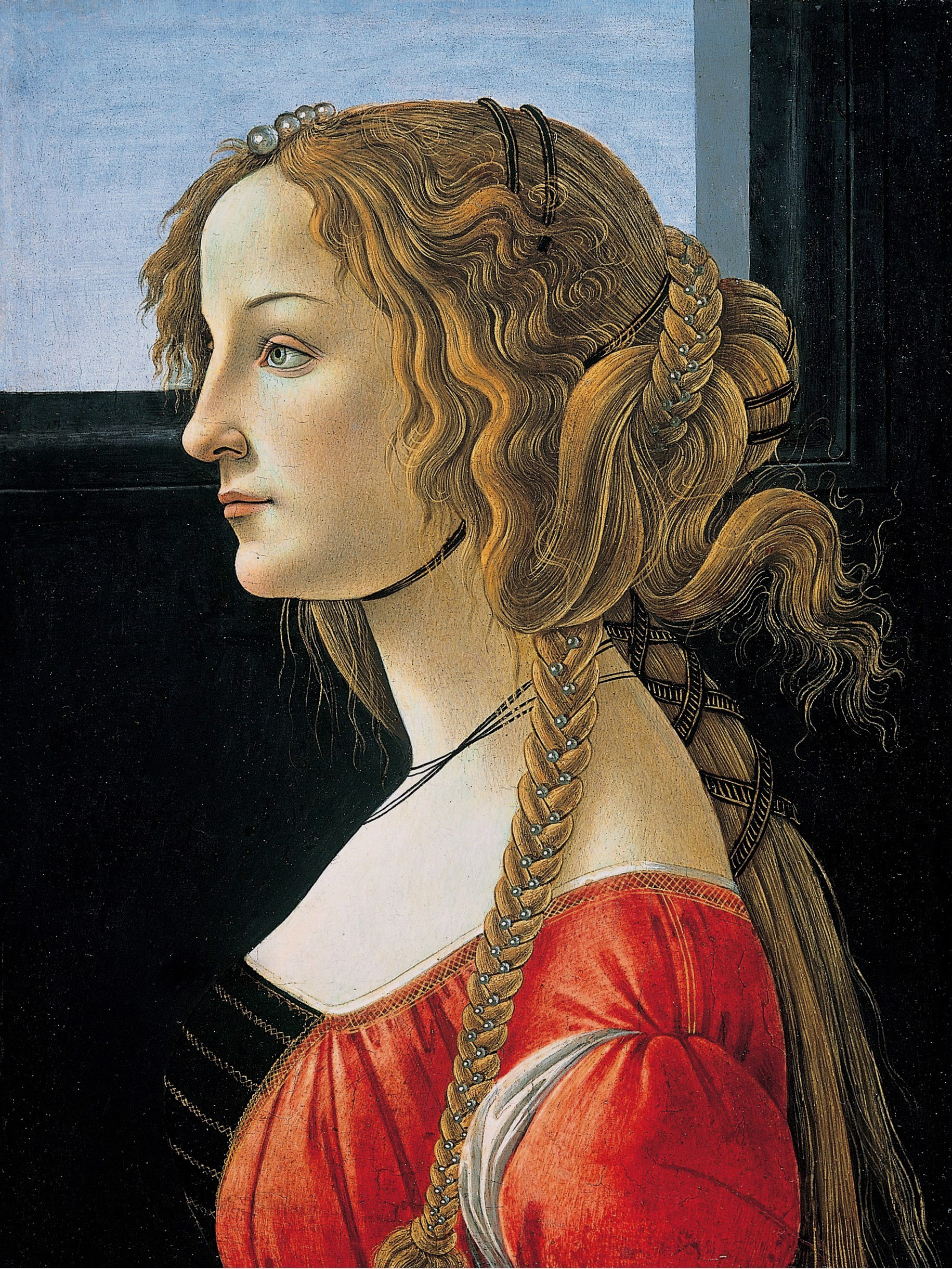
Сандро Боттічеллі. «Портрет Сімонетті Веспуччі» (1476-1480)
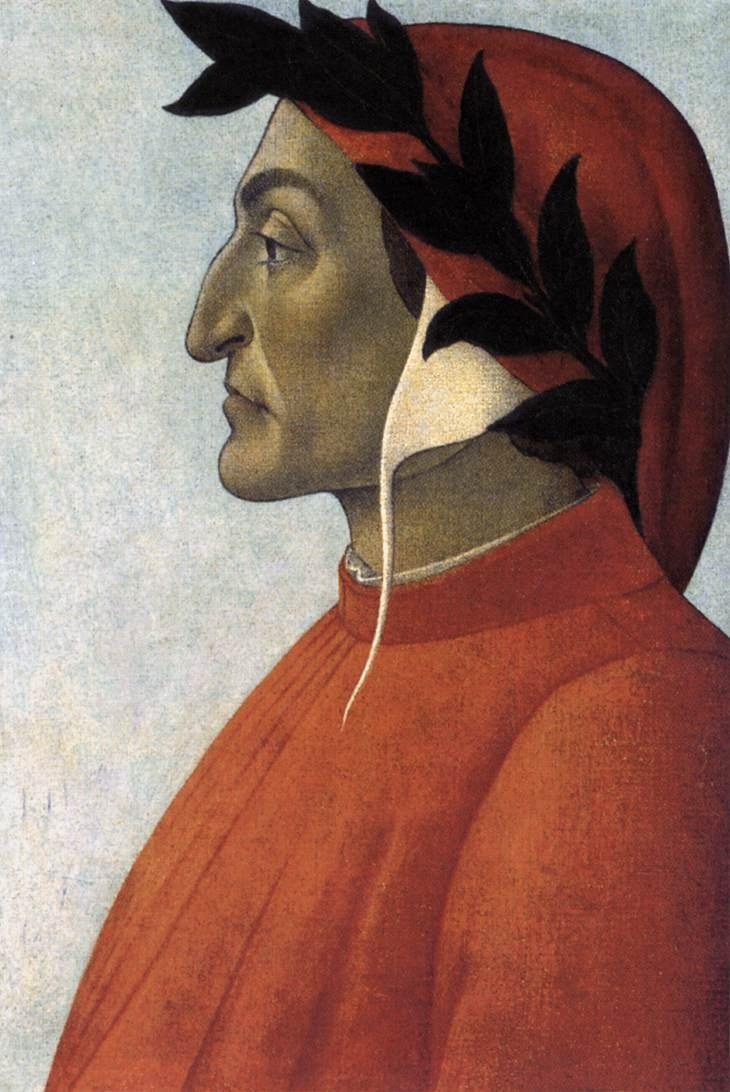
Сандро Боттічеллі. «Портрет Данте»
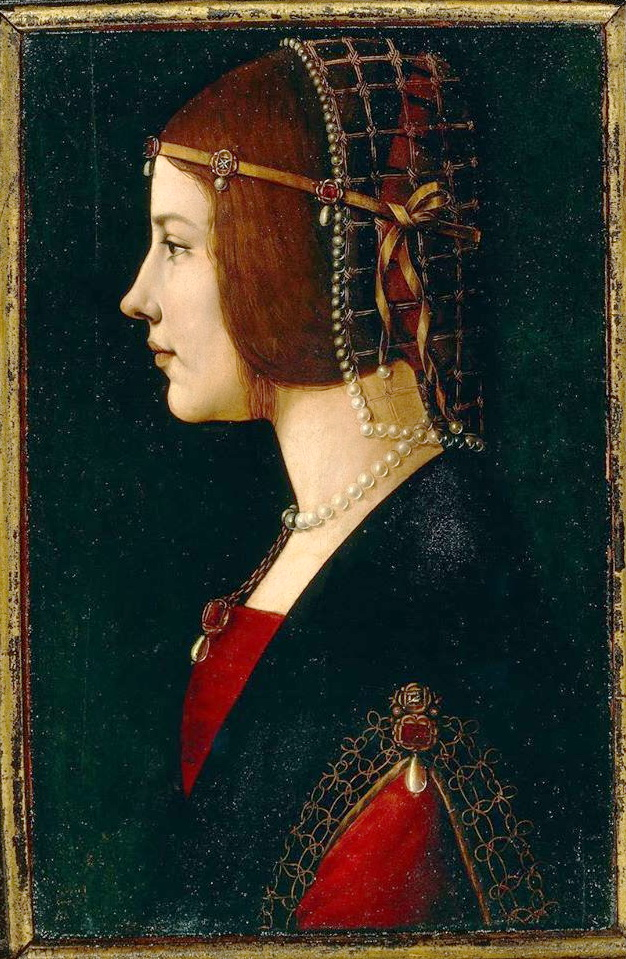
Амброджіо де Предіс. «Портрет Беатріче д'Есте» (ок. 1490)
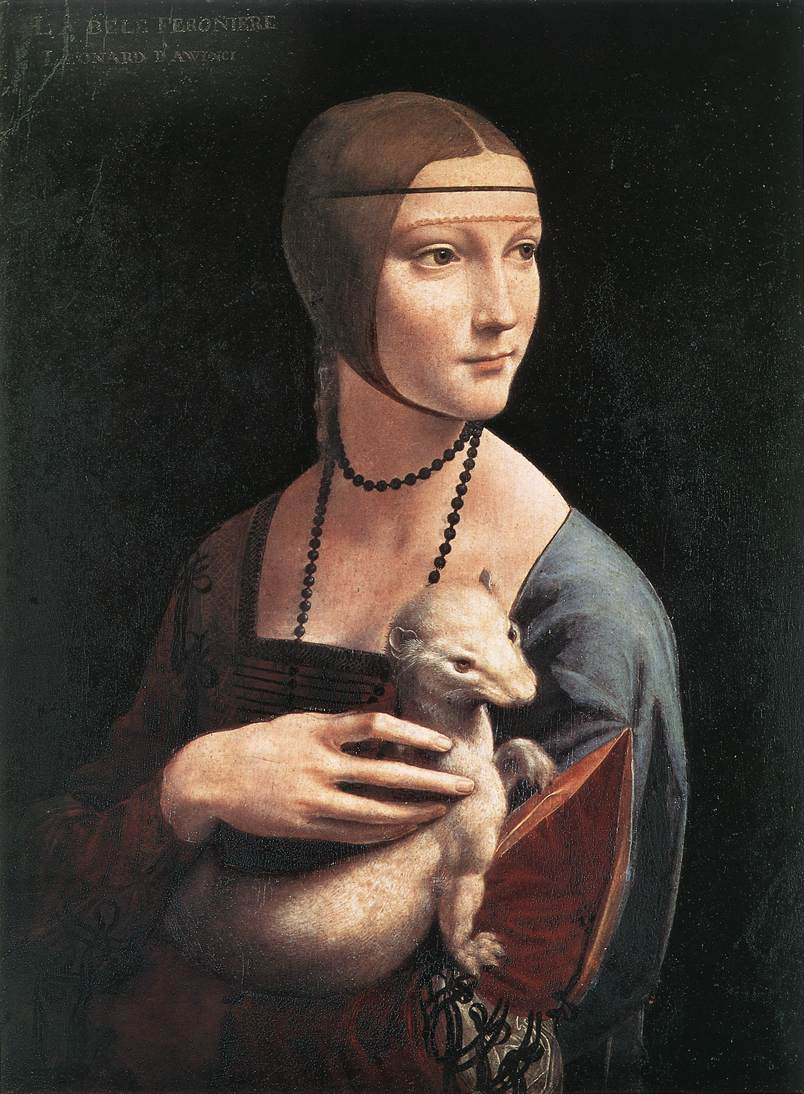
Леонардо да Вінчі. Тричетвертинний портрет «Пані з горностаєм» (1489-1490 рр.)

### Новий час
В наступні художні епохи профільні портрети здавались вже «старомодними». Їх використовували переважно в тих випадках, коли цей меморіальний відтінок не заважав — для зображень монархів, а також в надгробках, гравюрах, пам'ятних мініатюрах. Профілі виконували в самих різних техніках.

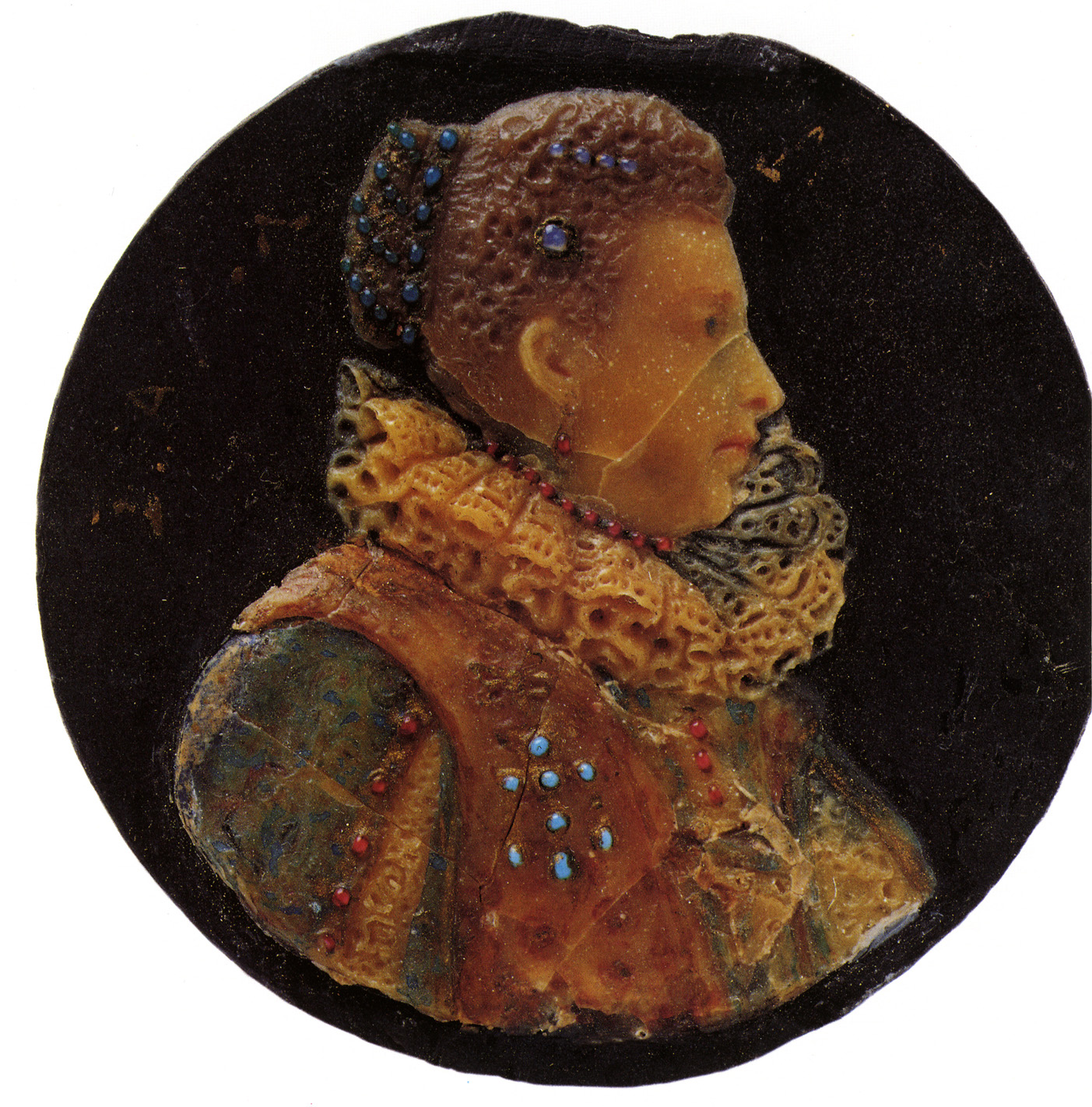
Портрет Анни Тірольської з розфарбованого воску (1618)
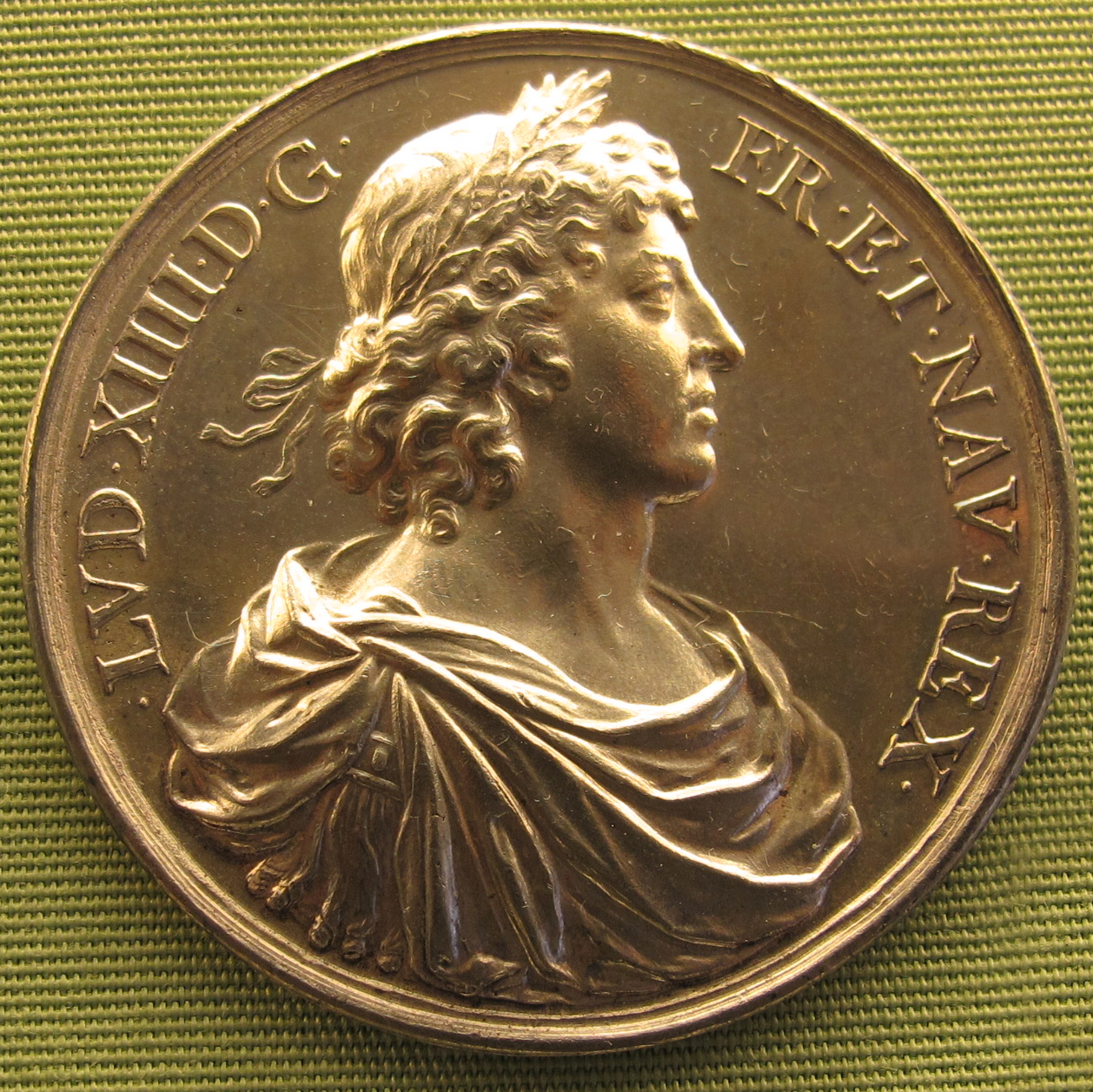
Медаль Людовика  XIV (1660)
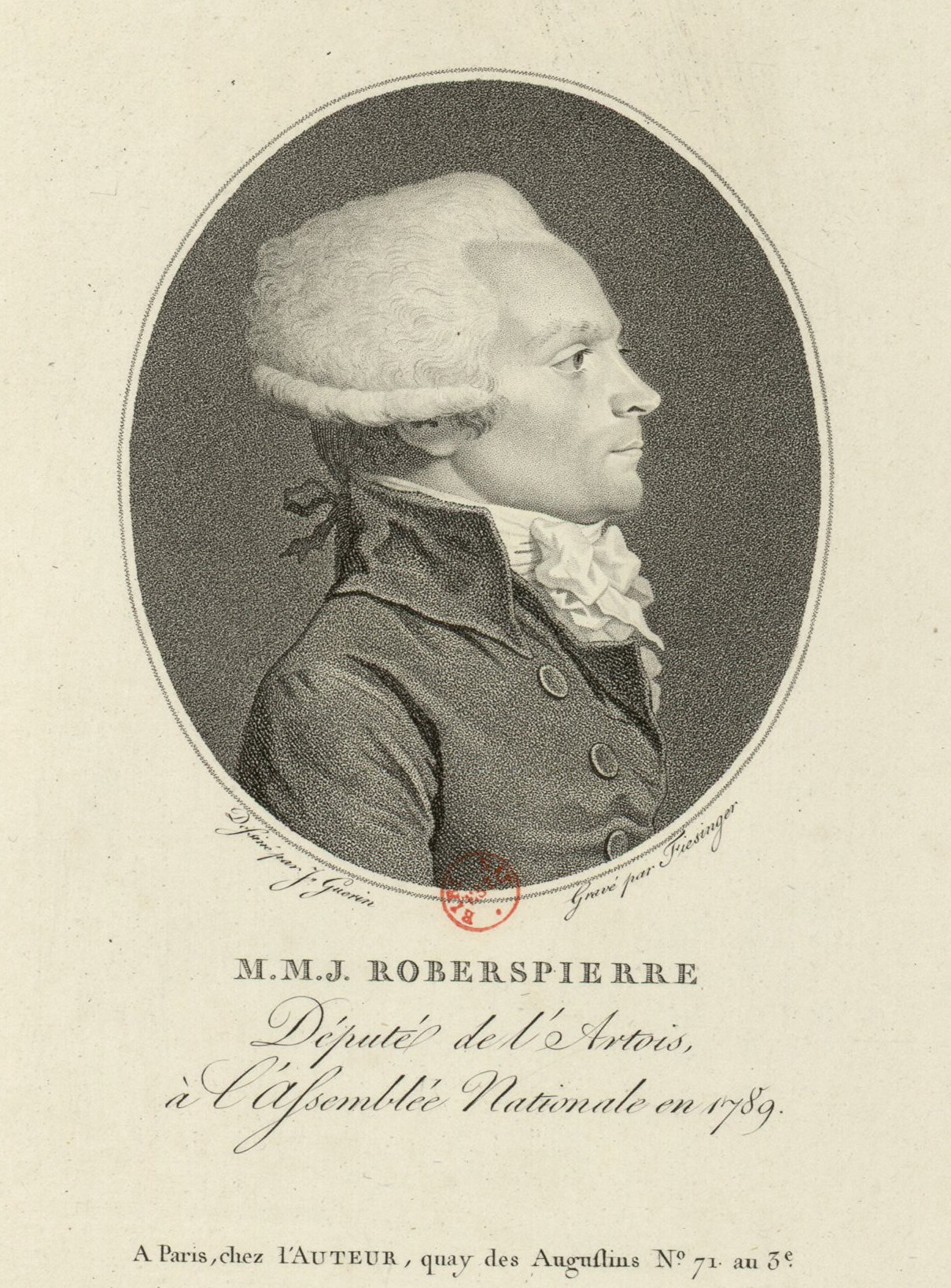
Гравірований портрет Робесп'єра (1789)
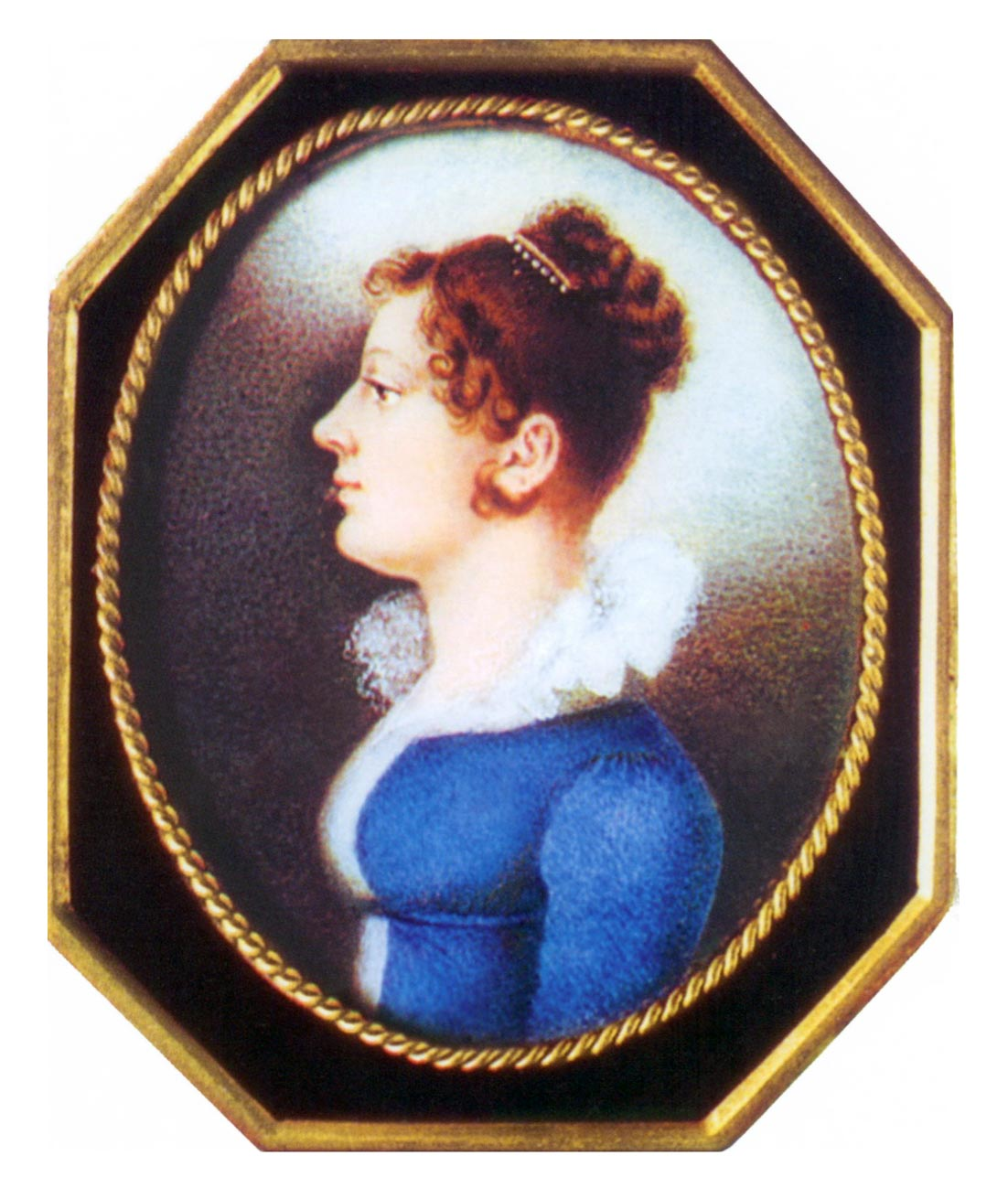
Портрет Софії Потоцької, мініатюра на кістці (1817)
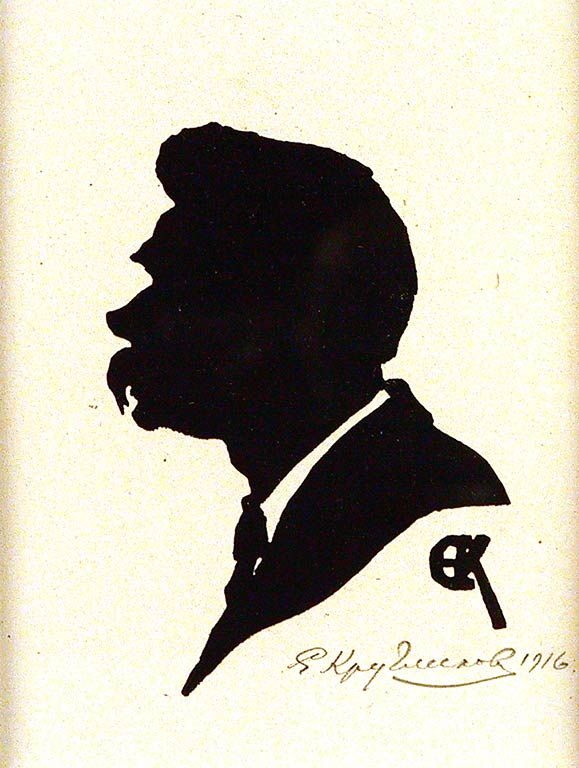
Портрет Максима Горького роботи Є. Кругликової в техніці силуету (1916)
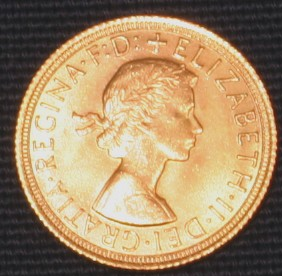
Соверен з профілем англійської королеви Єлизавети II (20 століття)

### Росія
У російському мистецтві профільний портрет зустрічався набагато рідше, ніж у західноєвропейському мистецтві, залишаючись, переважно, прерогативою імператорської родини. Профільні зображення в мальовничому станковому портреті інших осіб зустрічалися вкрай рідко — хоча вживалися в мініатюрі та гравюрі.
«Обмеженість його поширення в Росії пояснюють дещо іншими витоками портрета та специфікою національної ідеології, висхідної до часів заборони на профільне зображення позитивних персонажів». А. О. Карєв вказує, що на Русі «профіль вважали неблагочестивим зображенням відкинутої від Бога особи». Однак реабілітація античності в петровські часи різко змінила оцінку цього ракурсу. Царський профіль потрапив на монету та медаль, отримавши дуже високий статус. Стали помітними і його принципово меморіальні якості.

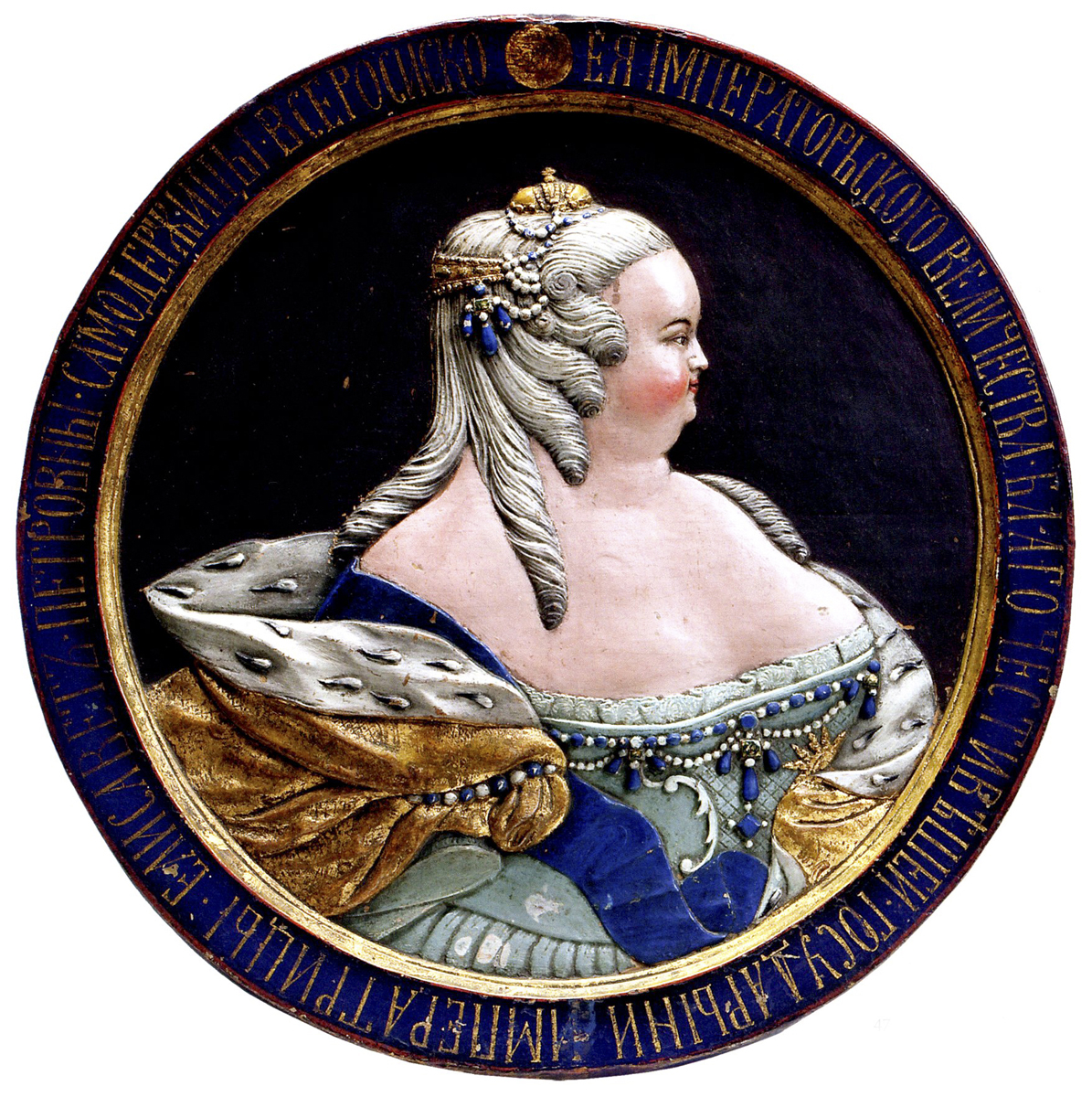
Растреллі. Портрет Єлизавети Петрівни, розфарбований барельєф
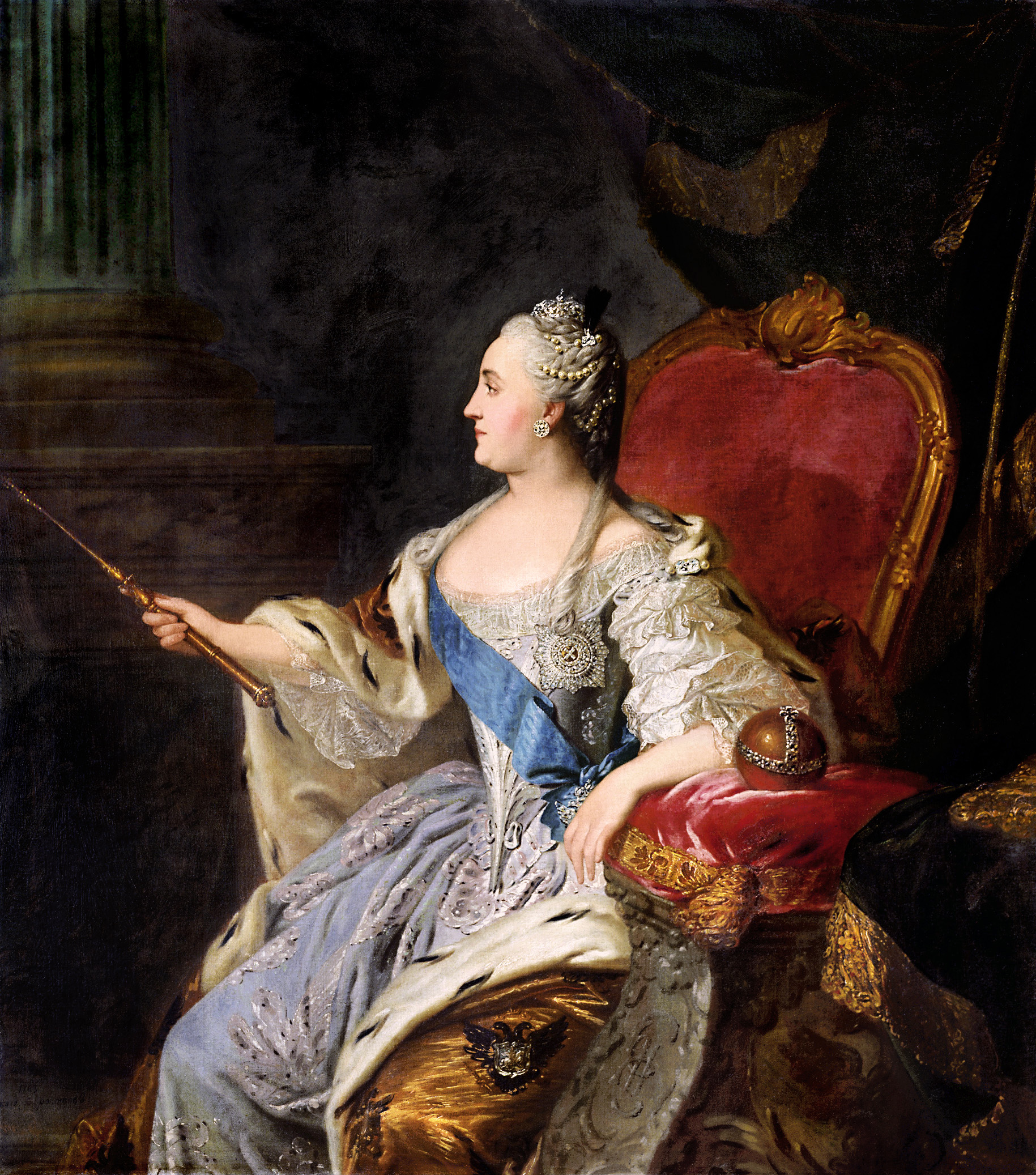
Рокотов. Портрет Катерини II, олія на полотні
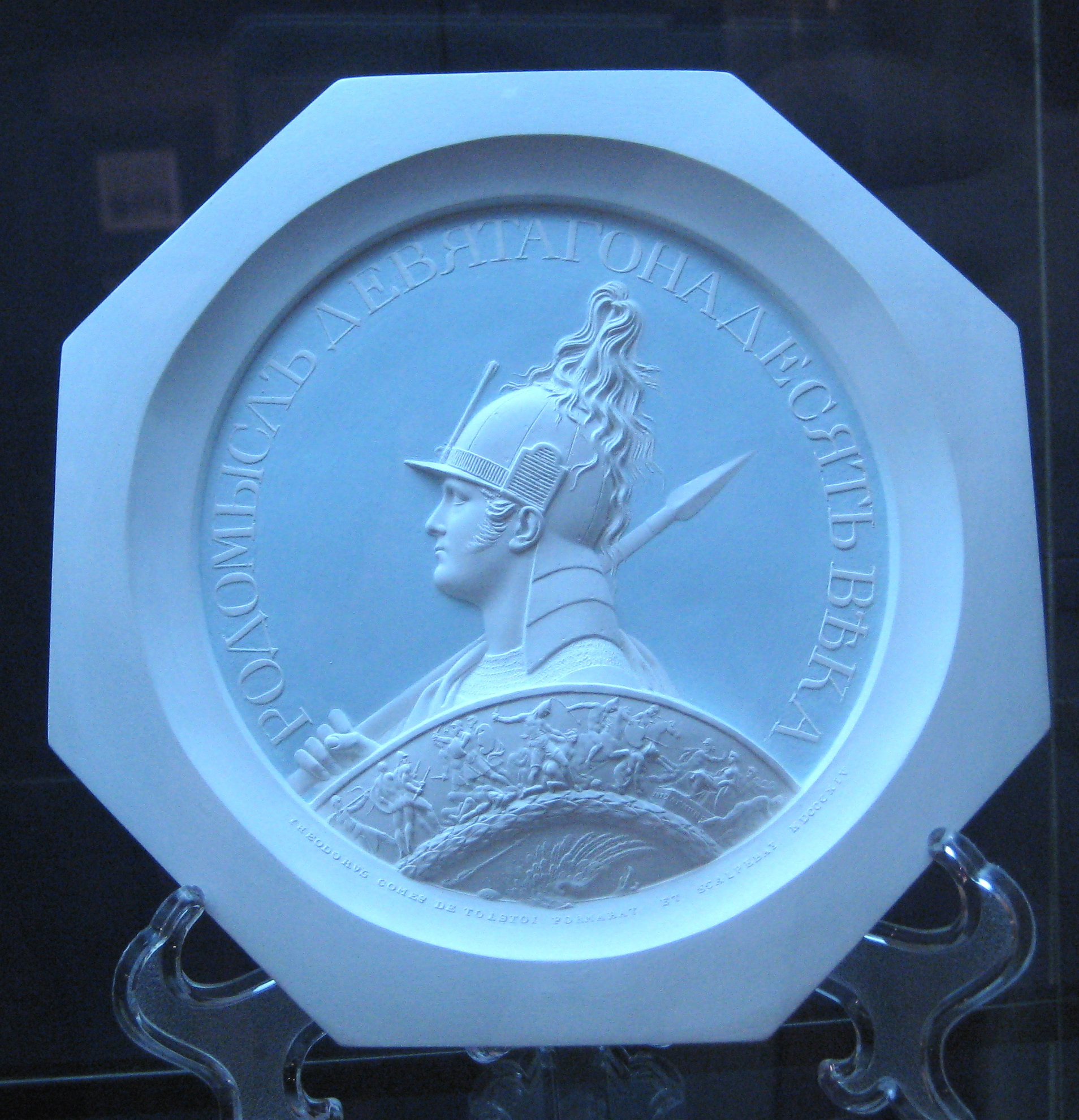
Медальйони Федора Толстого. Олександр I в образі Родомисла, гіпс
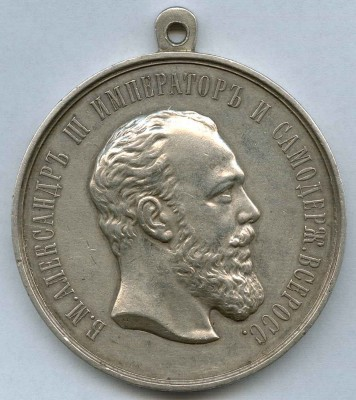
Срібна медаль за старанність з портретом Олександра III

У радянські часи принципи профільного портрета продовжували використовувати в агітаційному мистецтві.

Емблема піонерів

## У літературі
- О. Генрі. «Чарівний профіль» — розповідь про дівчину з доленосним обличчям
- Британка Марґо Асквіт, у якої було своєрідне породисте обличчя, жартувала: «У мене немає обличчя — лише два профілі, складені разом»